# 圆明园
圆明园是清朝興建的大型皇家园林，康熙帝賜此園予皇四子胤禛（法號圓明居士），並提匾「圓明」。供清帝盛夏避暑、听政，处理军政事务，位于現今中華人民共和国北京市海淀区。与长春园，绮春园合称为“圆明三园”，占地面积3.5平方公里，建筑面积达16万平方公尺，约合5,200亩一百五十余景，有“万园之园”之称。
圆明园规模宏伟，运用了各式园林风格及造园技巧，其诗画意境被大多数中国园林学家认为是中国园林艺术的顶峰作品，是中国古典园林平地造园、堆山理水集大成的典范。清朝时一些外国传教士参观圆明园后将其称作“万园之园”。
1860年，圆明园在第二次鸦片战争中被洗劫破坏后放火焚毁。历经战乱劫掠，现時仅存遗址。1976年成立圆明園管理处后开始实施保护与利用，1979年將其列入為文物保护单位，於1988年，圆明园遗址被中华人民共和国国务院公布为第三批全国重点文物保护单位之一。圆明园遗址中部和东部成立了圆明园遗址公园。2008年7月29日，圆明园管理局宣布，开放九州景区。
圆明园在清室150余年的创建和经营下，曾以其宏大的地域规模、杰出的营造技艺、精美的建筑景群、丰富的文化收藏和博大精深的民族文化内涵而享誉于世，被誉为“一切造园艺术的典范”，被法国作家维克多·雨果称誉为“理想与艺术的典范”。道光朝时，国事日衰，财力不足，但宁撤万寿、香山、玉泉“三山”的陈设，

## 历史

### 营建

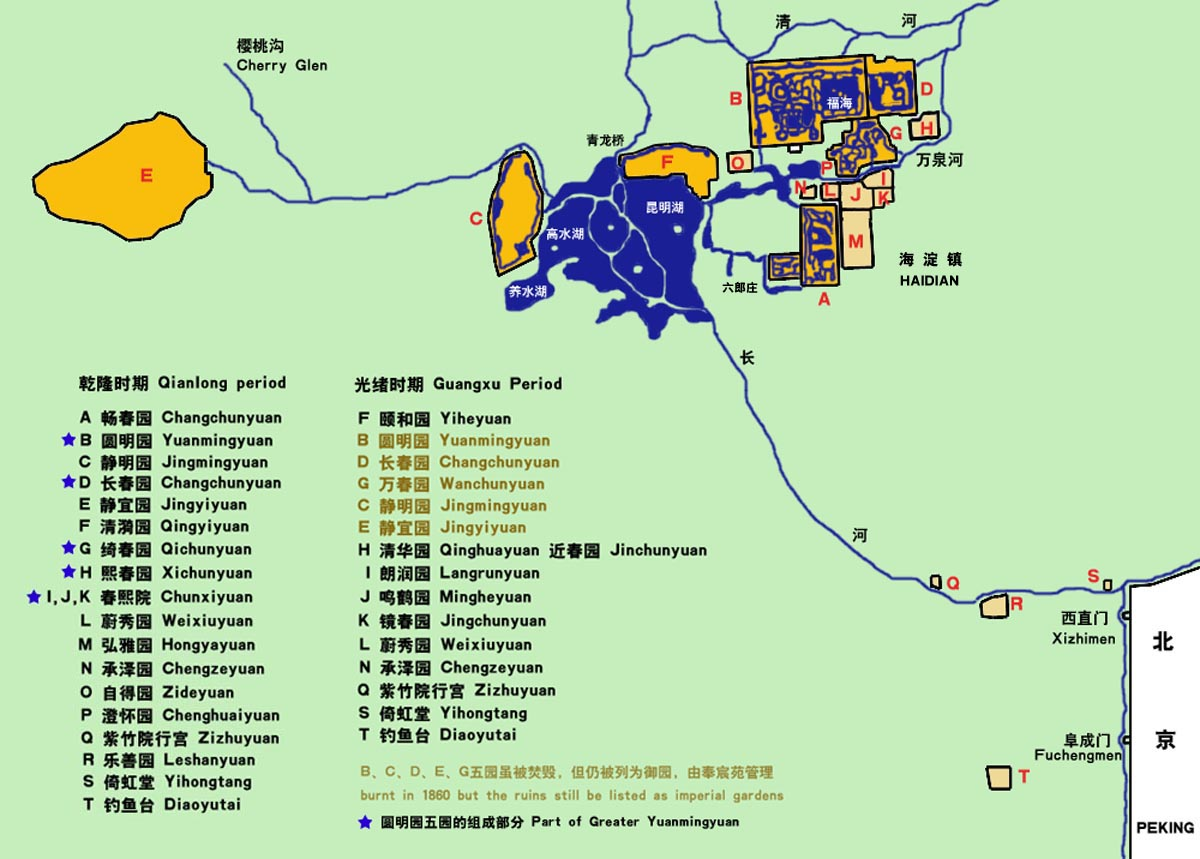
北京西北的皇家园林区

圆明园位于北京城西北方，在古代为水泊密布，草木繁盛之所。自辽代和金代起，附近便有不少皇家行宫和寺庙道观。元代时，开始有私人在这里营建私家园林，到了明代更加盛行，这一片地区都被称作“丹菱沜”。
清朝的康熙帝曾多次南巡，对江南的景致颇为倾慕，于是他便在丹菱沜修建了具有江南风格的园林式行宫——畅春园，同时还将附近的一些中小型园林赏赐给亲王贵胄，其中便有圆明园，是康熙帝于1707年赐给皇四子胤禛（后来继位为雍正帝）的赐园，位于海淀后华家屯，占地范围约千亩，并得到康熙帝赐匾额“圆明”。
圆明园的始建年代至今尚有争议。最普遍的说法是，圆明园始建于清康熙四十八年（1709年），其根据是乾隆年间编纂出版的《钦定日下旧闻考》。第二种比较普遍的说法是，此地原为明代故园，经过清康熙帝四十八年修葺后，赐予皇四子胤禛。明代故园说，起始于清同治十年（1871年）徐树钧的《圆明园词序》，此文肯定圆明园地域内原有太监别业。除以上两种说法外，还有圆明园始建于康熙三十九年前后、康熙四十年等说法，另外还有清代初年、康熙四十年以后、康熙末年等笼统的说法。2005年张恩荫根据《康熙实录》提出圆明园始建不会晚于康熙四十六年（1707年）。
雍正之后的乾隆帝于乾隆二年（1737年）移居圆明园，对该园进行第二次扩建。乾隆帝亲自主持了圆明园的扩建。乾隆帝热衷于游冶，一生多次造访江南，广泛地吸取各地园林的精华，融入圆明园中。扩建工程于乾隆九年（1744年）大致告一段落，形成了“圆明园四十景”。此后百余年间，清帝在圆明园园居时间多于在北京城内的皇宫紫禁城。
在圆明园建成之后，其东面和南面又先后兴建了两座附园，即长春园和绮春园。长春园始建于乾隆三年（1738年），于乾隆十四年（1749年）落成。乾隆二十四年由传教士设计监造的长春园内的西洋楼建筑园林基本建成。绮春园则是在乾隆三十七年（1772年）由许多亲王、公主赐园合并扩建而成，嘉庆年间又扩建西路，并入亲王及公主赐园，奠定绮春园的规模。圆明、长春、绮春三园相对独立又互相连通，总体上以圆明园为主，三园统属清廷设立的圆明园总管大臣管辖，因此一般统称“圆明三园”或“圆明园”。按清朝制度皇家工程应归中央六部之一的工部管理，圆明园兴建则是个例外，由主管宫廷事务的内务府管理，另组工程事务所，建造所花费不受工部法规约束。
嘉庆年间，圆明三园依然有所增建。嘉庆之后，在财力不足的情况下道光帝撤了万寿山清漪园、玉泉山静明园、香山静宜园的陈设，取消了热河避暑山庄的避暑与木兰围场的秋猎，而不断出资翻修圆明三园殿宇。由于国力衰败，清朝皇室再也无力对该园进行大规模的修葺，这种状况一直延续到咸丰十年（1860年）圆明园被英法联军焚毁为止。

### 英法聯軍之役的破坏

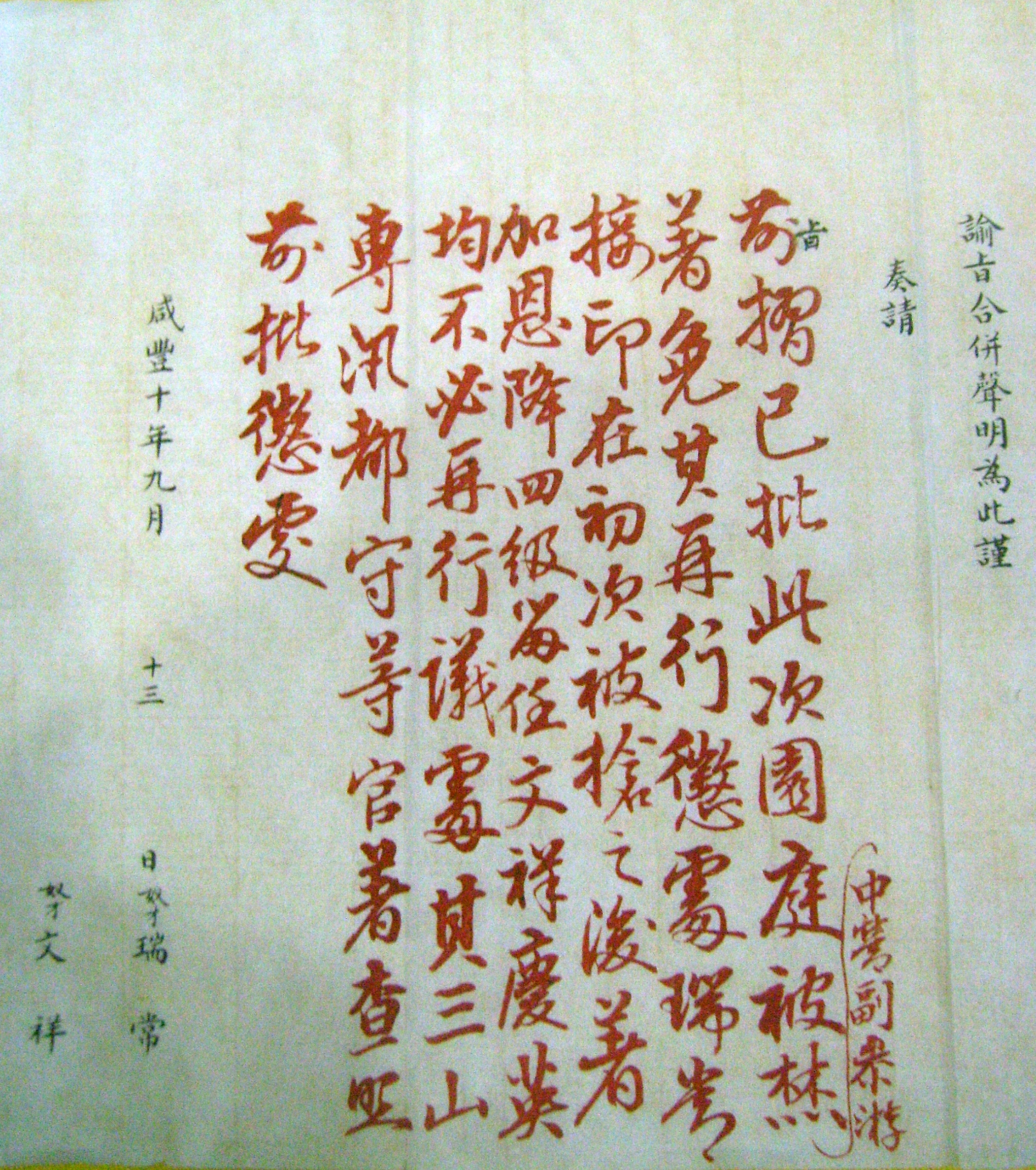
英法联军火烧圆明园后，咸丰帝的御批

1856年10月，比8國聯軍早40多年，英国和法國在俄羅斯和美国的支持配合下，联合发动了英法聯軍之役。英法联军于1860年10月6日攻抵北京德胜门、安定門等处，当时，僧格林沁、瑞麟在城北一带稍事抵抗，即行逃散。法军先行，于当天下午经海淀，1860年10月6日傍晚，英法联军到達圆明园大宫门，管园大臣文丰當門勸法軍不要劫掠，法軍遵守國際法退去，文豐見守園衛兵均已逃散，知道無法抵擋本地搶匪，遂投福海而死。本地搶匪隨即進入縱火大劫圓明園，夷人次日從之。
英法联军入园的第二天就不再能抵抗物品的诱惑力，联军士兵大肆劫掠园中的珍宝和陈设物。清廷曾捉拿英国军使巴夏礼一行39人，額爾金于10月17日已知被捕的英使中13人已经被虐至死。額爾金為了報復，此于10月18日下令放火烧园，以教訓咸豐帝。圆明园大火持续燒了三天三夜。
王闓運、李慈銘均認為是海淀的窮旗人貴族先焚掠，再嫁禍給英、法。王闓運明指：敵兵未到，圓明園已經起火遭劫；李慈銘明指：夷人僅焚園外之官民房。

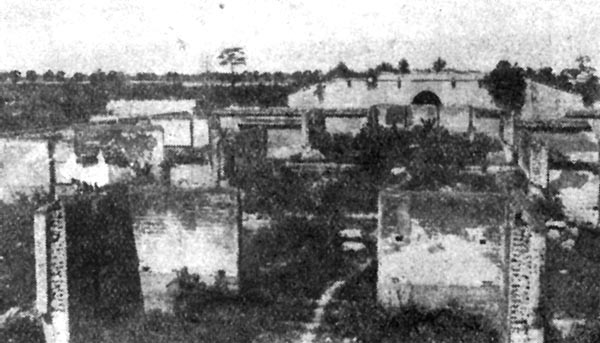
圆明园舍卫城遗址

圆明园被焚后，尚有部分景点幸存。据同治十二年（1873年）的内务府调查报告，园内幸存建筑有圆明园的廓然大公、紫碧山房、鱼跃鸢飞、耕云堂、慎修思永、知过堂、课农轩、顺木天、春雨轩、杏花春馆、文昌阁、魁星阁、蓬岛瑶台、万方安和十字亭、藏舟坞，长春园的林渊锦镜、海岳开襟，绮春园大宫门、庄严法界、正觉寺等建筑。残存建筑多已年久失修。同治十二年，同治帝打算择要重修圆明园，计划修复圆明园前朝区、九洲区，以及福海以西以北的少数景点，并将绮春园择要修复，改名“万春园”，作为奉养两宫（慈安、慈禧）太后的居所。但该计划终因财力不足而在开工11个月后作罢。此后对园内一些景点仍有小规模维修，慈禧太后和光绪帝曾多次到园中游幸。此时的圆明园除幸存建筑外仍保留有大量的名贵花木、山水叠石、建筑基址，桥梁、道路、园墙和园门大多完好。圆明园仍属皇家禁苑，管理事务大臣及以下官员职务都有保留。法国作家雨果曾对破坏给予强烈谴责，称之为“两个强盗”。

### 大清國末期与中華民国时期的破坏

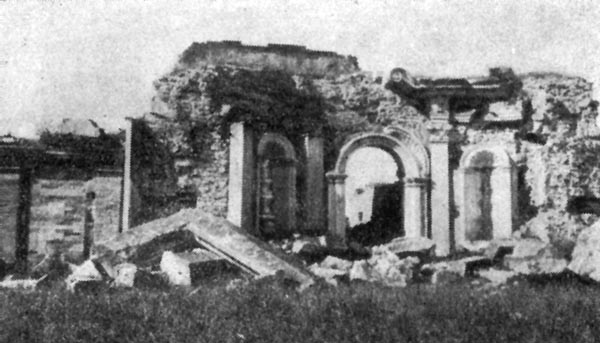
长春园西洋楼养雀笼遗址

1900年八国联军攻入北京，圆明园又一次遭到破坏，残余陈设被洗劫，幸存建筑被拆毁，大量古树被砍伐，圆明园被彻底摧毁。但目前没有史料证明是八国联军破坏了圆明园，有学者認為破坏圆明园的是附近的八旗兵、太监以及地痞。
光绪三十年（1904年）裁撤了圆明园的部分官员。此后陆续有工厂和居民迁入圆明园遗址从事生产活动或居住。迁入者在园内平山填湖、毁园还耕，给遗址造成了极大的破坏。
清朝灭亡后的数十年里，圆明园遗址残料继续受到劫掠。园内的方砖、条石、石料、汉白玉雕刻、太湖石、青片石等建筑材料纷纷被军阀官僚运走修建私园和陵墓，圆明园虎皮石围墙被拆除修路。此外也有一部分圆明园遗物被安放于公共场所，如长春园门铜麒麟、安佑宫丹陛石、水木明瑟碑先后于1910年至1937年被移往颐和园；安佑宫华表、石麒麟、西洋楼线法桥和翻尾石鱼、梅石碑、莳花碑、文源阁碑被分别移至燕京大学和北京图书馆旧馆；兰亭八柱碑、远瀛观石栏杆和“青莲朵”等珍贵太湖石于1915年移往中山公园；长春园大东门石狮子及基座移至正阳门和新华门。西洋楼遗址的汉白玉及砖瓦也多被军阀官僚运走，或被各家石作坊买去，就地改刻为其他石料。抗日战争时期，园内部分遗址在“奖励农业”的口号下被平山填湖，改为水田。

### 中华人民共和国成立初期的破坏
1950年代，党和国家领导人周恩来曾指示：遗址要保护好，地不要拨出去，以后有条件可修复。曾计划将中国科学院北京植物园定址于此，但1960年代园内土地大多被附近生产队改为农田，大量人口迅速涌入，相继拆除了圆明园福海石驳岸、舍卫城残余城墙及地基、万春园三孔桥、运料门、长春园七孔闸等残存建筑，以及残留的全部园墙，并砍伐了园内残存唯一的花神庙古树。
根据1951年中央人民政府政务院总理周恩来对圆明园的指示，北京市规划局、北京市园林局以及海淀区绿化队对圆明园遗址进行了一定程度的保护和绿化。但在文化大革命期间，圆明园遗址再次遭到破坏，建筑基址和山形水系仅存轮廓。

### 当代的保护与修葺

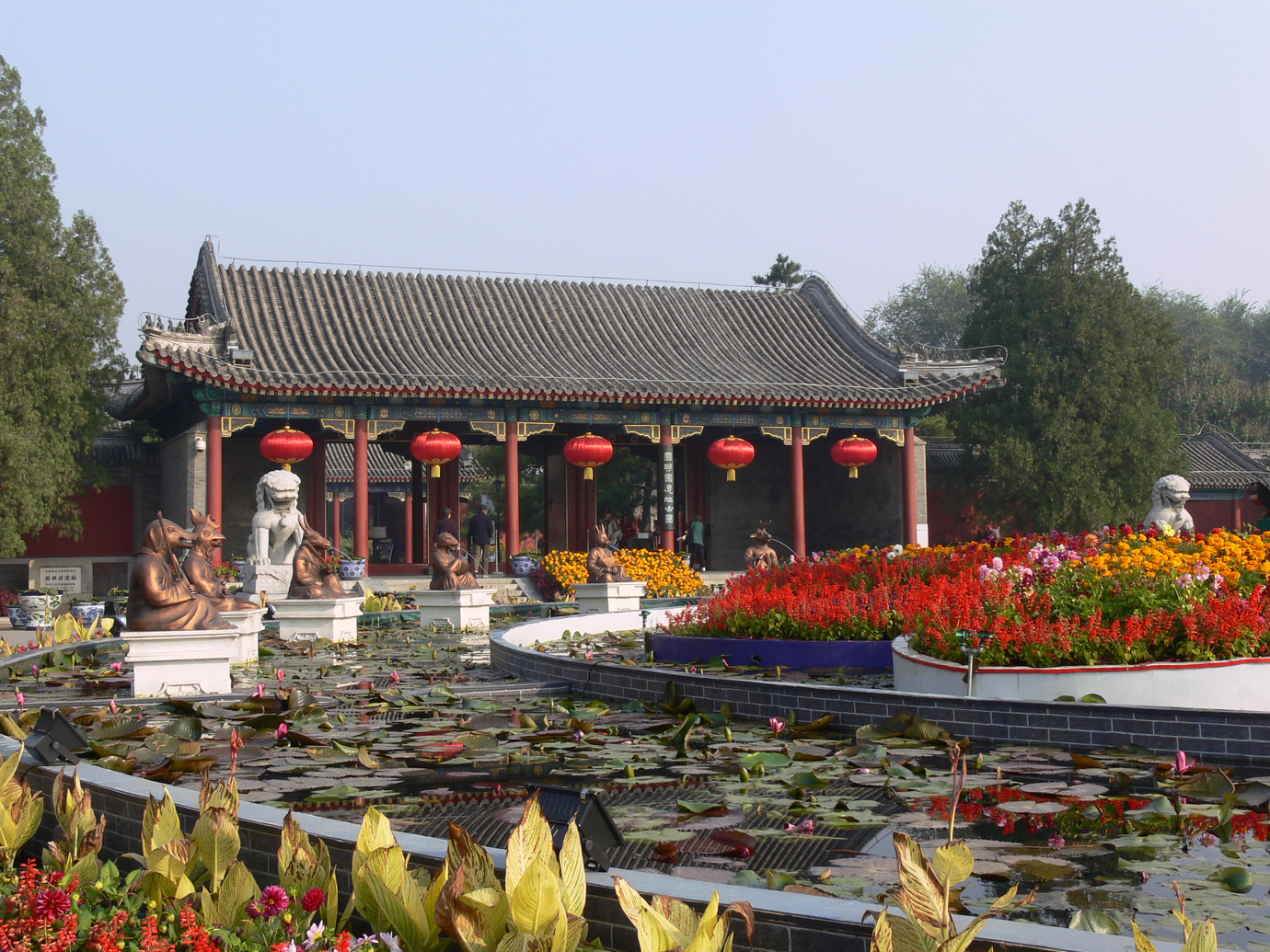
圆明园正门

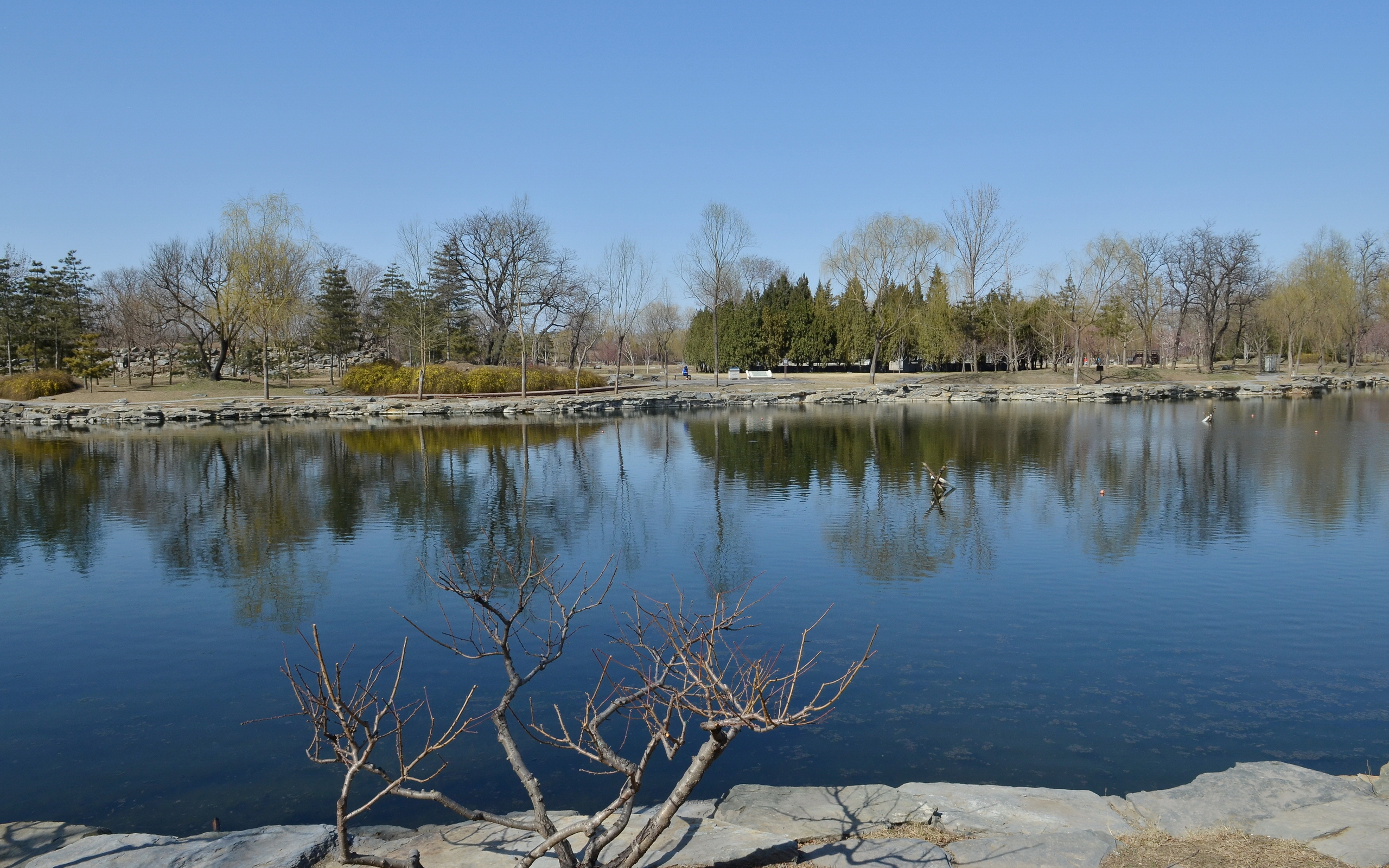
圆明园九洲前湖，湖对岸是九州清晏

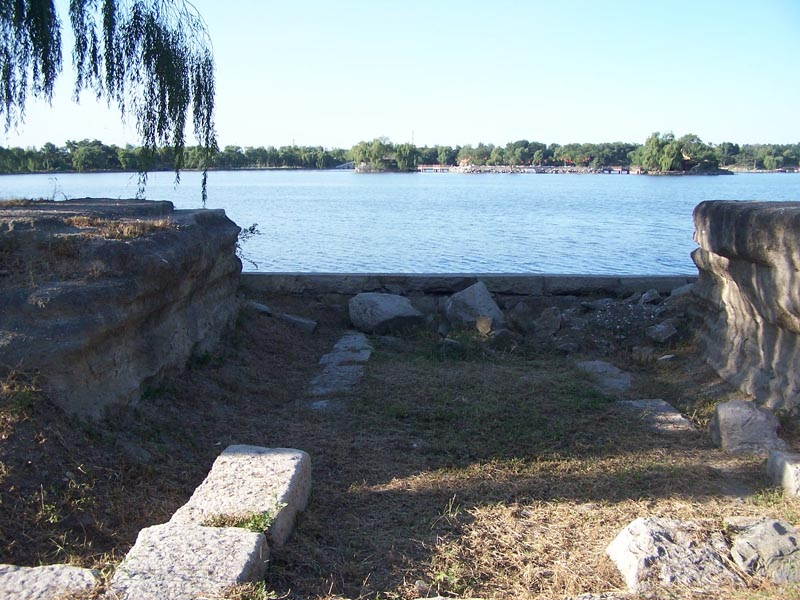
圆明园福海及蓬岛瑶台现状

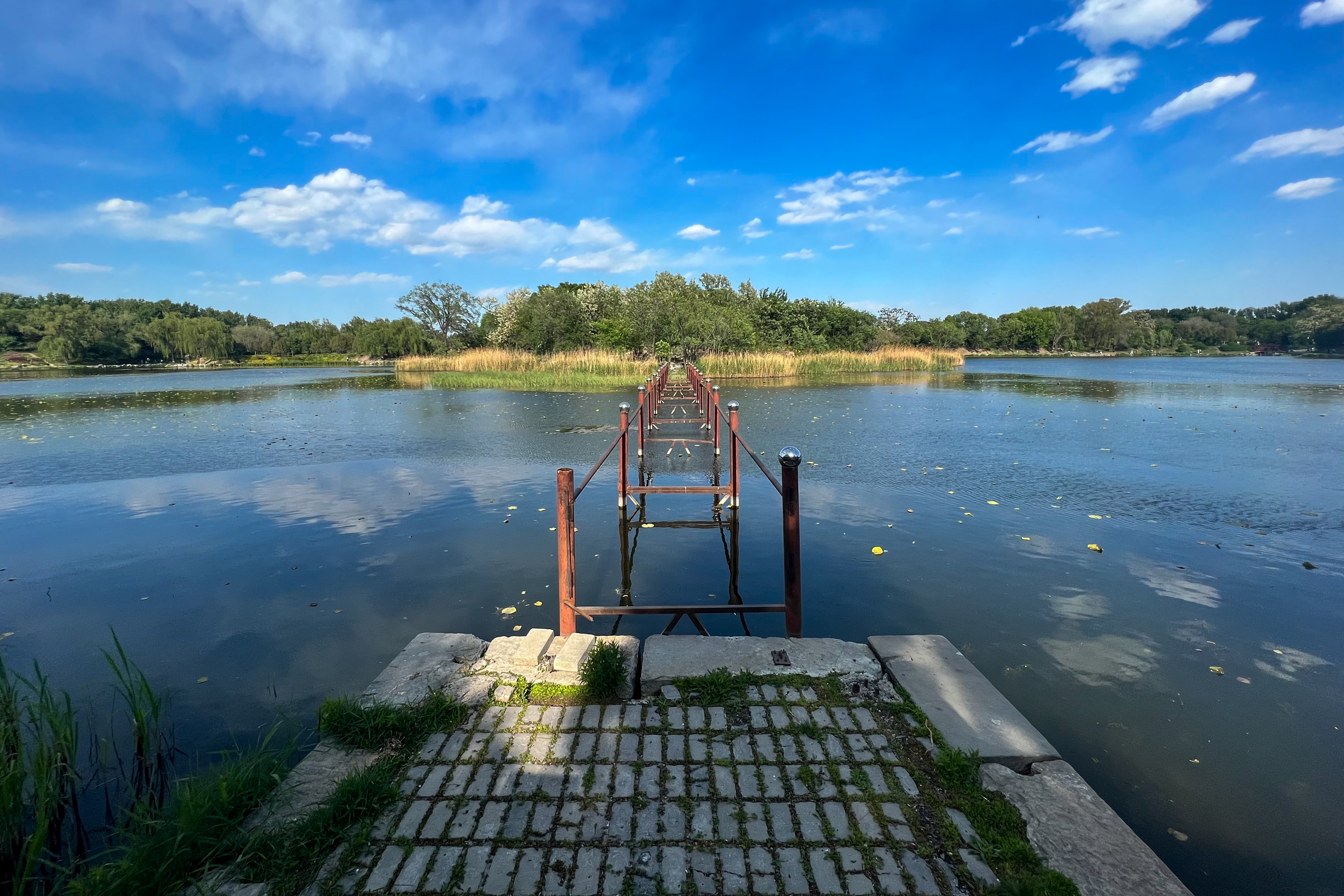
长春园海岳开襟遗址

1976年11月17日，海淀区设立了圆明园管理处，圆明园遗址开始得到中国政府的有效保护。管理处对圆明园东半部和西洋楼一带的建筑遗址进行了整理，1983年开始恢复长春园围墙，1984年修整福海景区，1988年6月29日建成圆明园遗址公园对外开放。福海、绮春园大宫门、仙人承露台、鉴碧亭、西洋楼万花阵等少数几处景点得到复建。
1980年代后，关于圆明园是否要复建的问题，中国国内曾出现过一些争论。支持者们认为复建圆明园可以展现国家强盛的形象，并提升民族的自尊心。而反对者们则认为那不过是造了一堆假古董，也是对中国近代史的不尊重。2000年和2002年，北京市人民政府先后公布《圆明园遗址公园规划》和《圆明园遗址保护专项规划》。在这两份规划中，提出“整体保护，科学修整，合理利用”的方针，将圆明园定位为遗址公园，以“爱国主义教育”和“历史见证”为主旨。遗址内不进行新的构思，不增加新的景观，重点修复原有的山形水系，允许复建长春园含经堂、正觉寺和圆明园大宫门等部分景点，但须严格按原样恢复。同时占用遗址的工厂和居民也必须迁出。
2007年12月，人民網調查顯示，超過七成網友反對重建或修復圓明園，大部分網友認為，中國國恥不能忘，不應復建圓明園。
虽然当地政府已经加强了对圆明园遗址的保护，遗址仍然受到旅游开发、影视拍摄等商业行为的破坏。圆明园管理处采取的某些保护措施也受到批评。2005年2月，圆明园管理处开始在遗址内1.33平方公里的水底铺设防渗膜。虽然管理处声称这一工程的目的是防止湖水和河水渗漏，是应对北京地下水位严重下降的不得已和常规的办法，仍然被环保人士批评为实际是对遗址自然生态环境的破坏。同时媒体披露包括防渗工程程序违法、部分资金去向不明和将湖心岛蓬岛瑶台西院租给私人使用等诸多管理问题。此外，自1975年以来，许多单位在园内大量平毁土山、填平湖泊、砍伐树木，修建工厂、养猪场、养鸡场，圆明园遗址原有山形水系和残存的古树植被彻底消失，尤其以绮春园被占用破坏的最严重。
2020年9月8日，一块在居民家發現的圆明园狮子林太湖石回歸圓明園，這是圆明园回归文物中首块帶有诗句的太湖石。12月，圆明园管理处启动“修复1860”第三期文物修复工作。
2021年2月，北京市民康睦向圆明园管理处捐赠了1933年版《实测圆明园长春园万春园遗址形势图》。该地圖被媒體稱為截至2021年关于圆明园遗址最可靠的实地测绘图。
2023年10月，7件圆明园流失石柱文物回归中國。

## 园林特色
圆明园集中了中国园林艺术的精粹，融会了东西各种建筑风格，大量运用对景、障景、借景、透景等空间处理技巧，汇聚各种造园手法，堪称是中国园林艺术之集大成者和顶峰杰作，被西方国家称作“万园之园”或“东方凡尔赛宫”。
整个圆明园的规模宏大，三园的总平面呈倒“品”字形，占地面积约350万平方米，周长10余公里。三园共有园景123处，其中圆明园69处，长春园24处，绮春园30处，总建筑面积超过16万平方米。三园设园门19座，水闸5座。园内有殿堂楼阁、轩馆廊榭等各种建筑140多组，木制和石制桥梁100多座，各种风景点100多处，还收藏了大量珍贵的图书、字画和文房珍宝，如《四库全书》、《古今图书集成》和《淳化阁帖》摹版等。
圆明园是一座以水为主题的水景园，水面占全园面积的一半以上。它的水主要来自玉泉山，通过颐和园的昆明湖和清河支流万泉河，由西马厂铁闸从西北注入圆明园的紫碧山房，然后散布于各园。这种将水源布置在西北角的布局参考了中国神话中天下之水发源于昆仑山的传说。雍正年间大规模修整了水道，将全园的湖泊相连，形成了整座园林的脉络。这些河道、湖泊和遍布全园的假山、岛屿等相互烘托映衬，具有山水写意画般的意境。
圆明园的景观大量取材于中国的神话传说和诗画意境，如方壶胜境、蓬岛瑶台（蓬莱仙岛）、武陵春色（桃花源）、上下天光（洞庭湖）、杏花春馆（仿杜牧杏花村诗意）等。园内仿建了许多江南名胜，称为“缩景”，如取自杭州的“西湖十景”（西湖十景全部仿建，其中一些被计入圆明园四十景）、取自庐山的西峰秀色、取自海宁安澜园的四宜书屋、取自南京瞻园的茹园、取自苏州狮子林的狮子林、取自杭州汪氏庄园的小有天园等。此外长春园北部还有欧式建筑群——西洋楼，这是首次在皇家园林中大规模仿建西洋建筑。

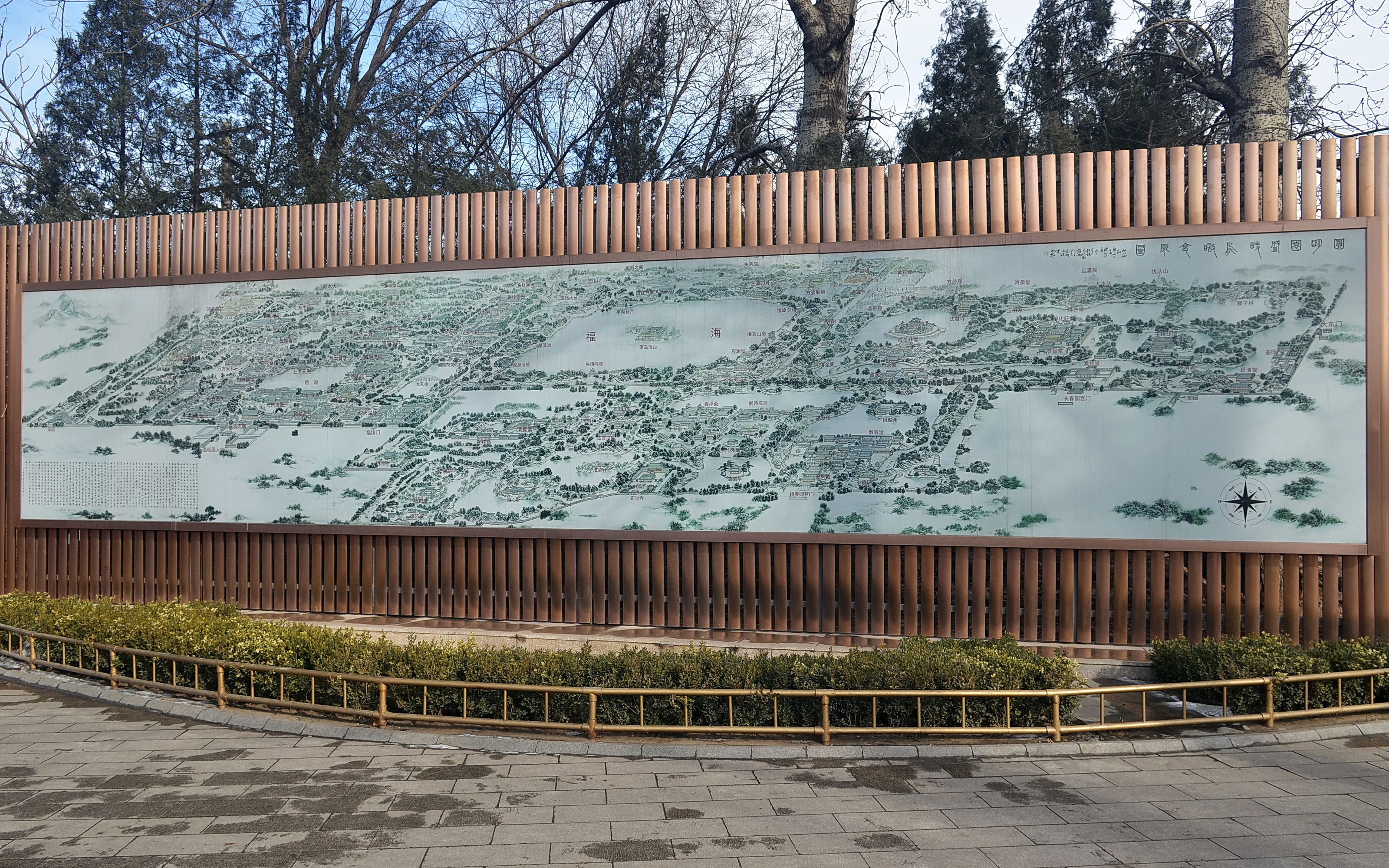
圆明三园盛时全景图

圆明园主要供游玩和休憩之用，但后来帝王们经常在此处理政事，因此园内也有许多宫殿和其他建筑，如住宅、庙宇、戏楼、市肆、藏书楼、船坞等。圆明园的建筑尺度比一般的皇家建筑要小，显得比较亲切。建筑的平面造型丰富多样，出现了许多罕见的建筑平面，如卍字形、书卷形、眉月形、田字形、方胜形、套环形等。除极少数殿堂外，建筑的外观装饰朴素雅致，多用小式灰瓦、卷棚顶，与自然环境相协调，而内部装潢则大都富丽堂皇，极尽奢华之能事。
在圆明园的周围，还修建了用于观赏游玩的数座皇家园林（参见三山五园），亲王公主赐园，翰林院、集贤馆臣僚办公退居的花园，以及泉宗庙花园、圣化寺花园、紫竹院花园等行宫花园。
圆明园内的植被和动物配置十分丰富。三园中以植物命名的景点约150处，占全园景点总数的六分之一。根据嘉庆时期圆明园内工档记载，园内主要绿化植物花木有天台松、马尾松、果松、刺松、白果、梧桐、桑、柏、垂杨柳、观音柳、桃、杏、李、栗、榛、柿、海棠、玉兰、丁香、玫瑰、山茶、栀子、波斯桃、文冠果、金银花、连翘、棣棠、荷花、乌沙尔器、金莲花、紫藤、石榴、葡萄、佛手、探春、芍药、牡丹、茉莉、兰草、桂花、梅、竹、芭蕉、罗汉松等80余种。园内散布白鹤、孔雀、锦鸡、白鹇、鸳鸯、凤头鸭、梅花鹿、麋鹿等鸟兽。
圆明三园原是一处多泉水的低地，在建设过程中地形地貌被重新塑造。作为平地建起的人工山水园，圆明园总体布局是比较成功的，但也存在一些缺点。最早落成的西部园区河道过窄，建筑过于密集，存在园林布景简单重复、部分空间空淡乏味（如安佑宫、山高水长、洞天深处）的情况。绮春园的平面构图则过于散漫，没有形成一条合理的游览路线。长春园的山水比例尺度最为成功。
圆明园经西方传教士介绍至欧洲后，影响了欧洲传统的法式几何图案人工园林和英式纯自然风景园，人工建筑与自然山水结合的中国式园林风格开始引入西方。英国造园师威廉·肯特为威爾斯親王腓特烈建造的邱园（Kew Garden）即参考了中国的造园理论。

## 园林布局

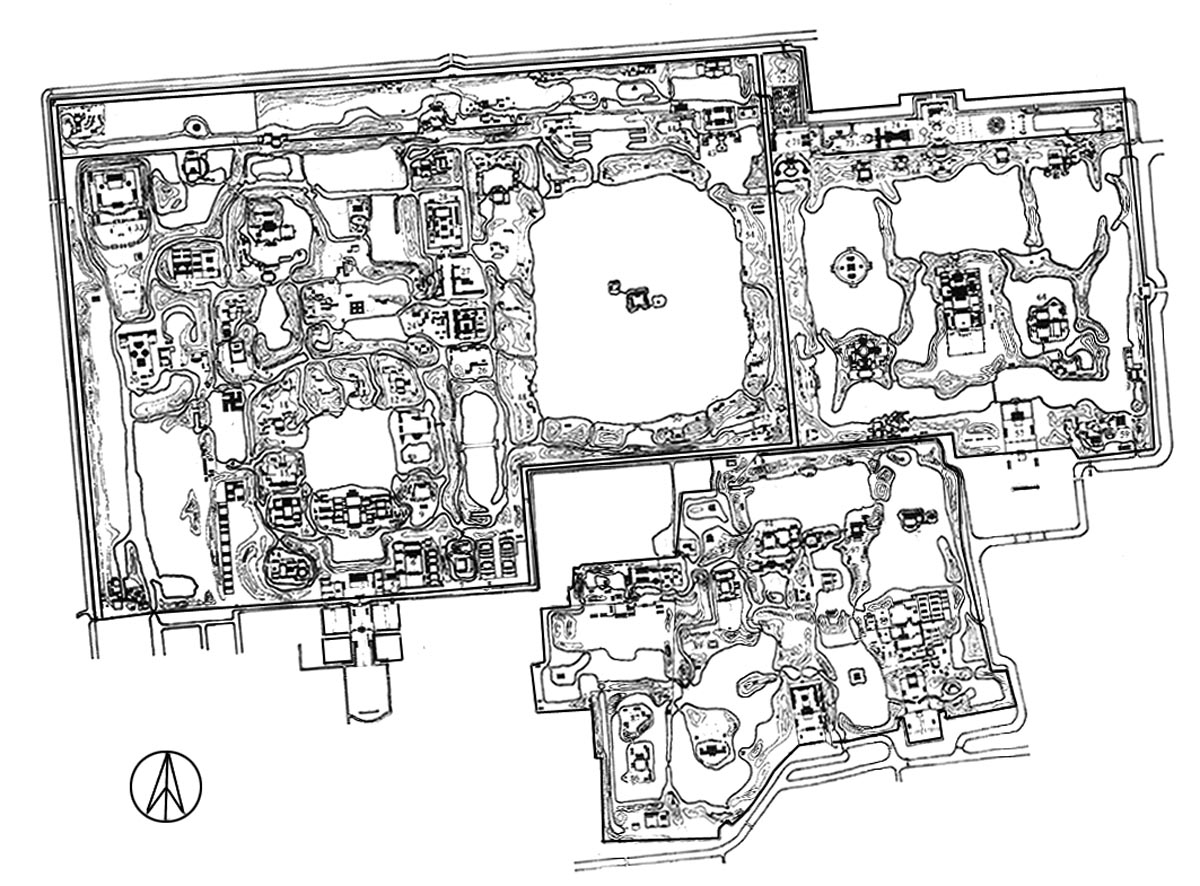
圆明园平面图

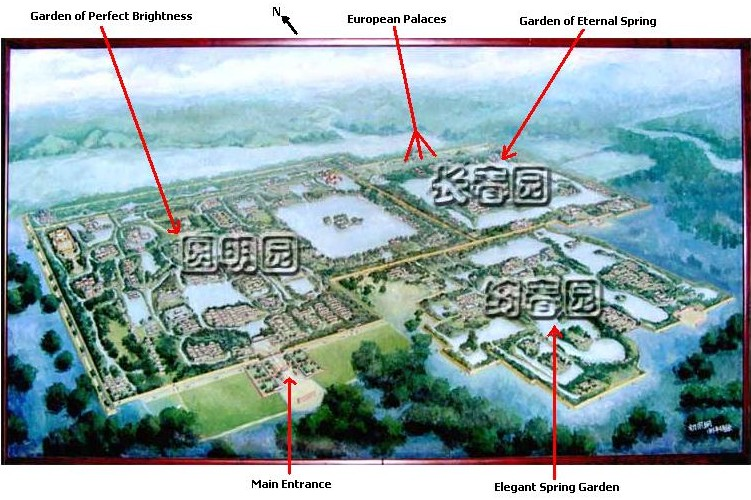
圓明園盛景圖（俯視）

圆明园总体上是由圆明园、长春园和绮春园这三座相互连通、实为一体的园林组成的。三园可各自划分为数十个景点，每个景点都以一组建筑为中心，并搭配若干山形水系而形成。景点中的每组建筑都包括了若干个院落，而每一个院落又分别有几幢建筑。这种园中有园、层层嵌套的格局是圆明园的一个重要特征。

### 圆明园
圆明园在圆明三园中面积最大，占地二百公顷。圆明园原为明代一处私家园圃，圆明园历史之始为康熙四十八年（1709年）康熙帝为皇四子胤禛赐园题写匾额“圆明”，雍正初年建成牡丹台（即“镂月开云”），雍正帝即位后从雍正三年（1725年）开始大肆扩建而成，到乾隆九年（1744年），圆明园的营建工作基本告一段落。乾隆帝依照避暑山庄康熙三十六景四字题名钦定了圆明圆四十景，分别赋诗，并命画师绘画修饰，此即《圆明园图咏》。乾隆五十八年（1793年）英使马戛尔尼来华，携带的礼品陈列于圆明园正大光明殿。在圆明园作为宫苑的百余年的时间，清帝长期园居，其中雍正帝、道光帝均崩於圆明园。
圆明园可分为宫廷、九州、西北、福海和北部等五个景区。

#### 总体布局
圆明园大宫门位于该园的正南方，门前有巨大的广场和人工湖，湖前有影壁，宽四十五米。广场两侧为两庑，东西朝房各五间，复有转角朝房及东西朝房二十七间。东边为宗人府、内阁、吏部、礼部、兵部、都察院、理藩院、翰林院、詹事府、国子监、銮仪卫、东四旗值房，西边为户部、刑部、钦天监、内务府、光禄寺、通政司、大理寺、鸿胪寺、太常寺、太仆寺、御书处、上驷院、武备院、西四旗值房。东侧隔夹道还有银库、缎库、灯笼库、蜡库、升平署、如意馆等服务建筑。入门后经出入贤良门（二宫门），即是宫廷建筑群，为听政议政之所，包括正大光明殿、勤政亲贤殿、保合太和殿、长春仙馆和洞天深处等宫殿馆舍和许多辅助建筑。
正大光明殿以北是前湖，前湖以北就是九州清晏殿景区。九州是环绕后湖布置的九个岛屿，象征“禹贡九州”。每个岛上都有一处园林建筑景观，以九州清晏殿为中心，周围有茹古涵今、坦坦荡荡、杏花春馆、上下天光、慈云普护、碧桐书院、天然图画、镂月开云，以及山高水长、万方安和等如众星捧月般的分布。这一景区是圆明园的核心区域，以宴游为主。
九州的西北面是一组样式繁多，功能多样的小型园林建筑，主要有鸿慈永祜、日天琳宇、月地云居、法源楼、濂溪乐处、汇芳书院、文源阁（藏书楼，仿宁波天一阁）、武陵春色、水木明瑟、澹泊宁静、映水兰香、舍卫城（佛寺，放置进奉的佛像）、同乐园（戏台）等。
九州景区的东北面是宽敞舒朗的福海景区。福海是一幅广阔的水面，宽600多米。它是圆明园的水上活动中心，设计方面借鉴了杭州西湖。湖中有蓬岛瑶台，四周岸边是苏堤春晓、曲院风荷、澡身浴德、坐石临流、西峰秀色、廓然大公、平湖秋月、三潭印月、方壶胜境、涵虚朗鉴、接秀山房、别有洞天、南屏晚钟、夹镜鸣琴等景观。
圆明园的最北面是一条狭长的水系，颇似扬州的瘦西湖，主要以民居型建筑展示水乡田野的风光，有清旷楼、关帝庙、四宜书屋、北远山村、鱼跃莺飞、多稼如云、紫碧山房等建筑。

#### 圆明园四十景[1][28]

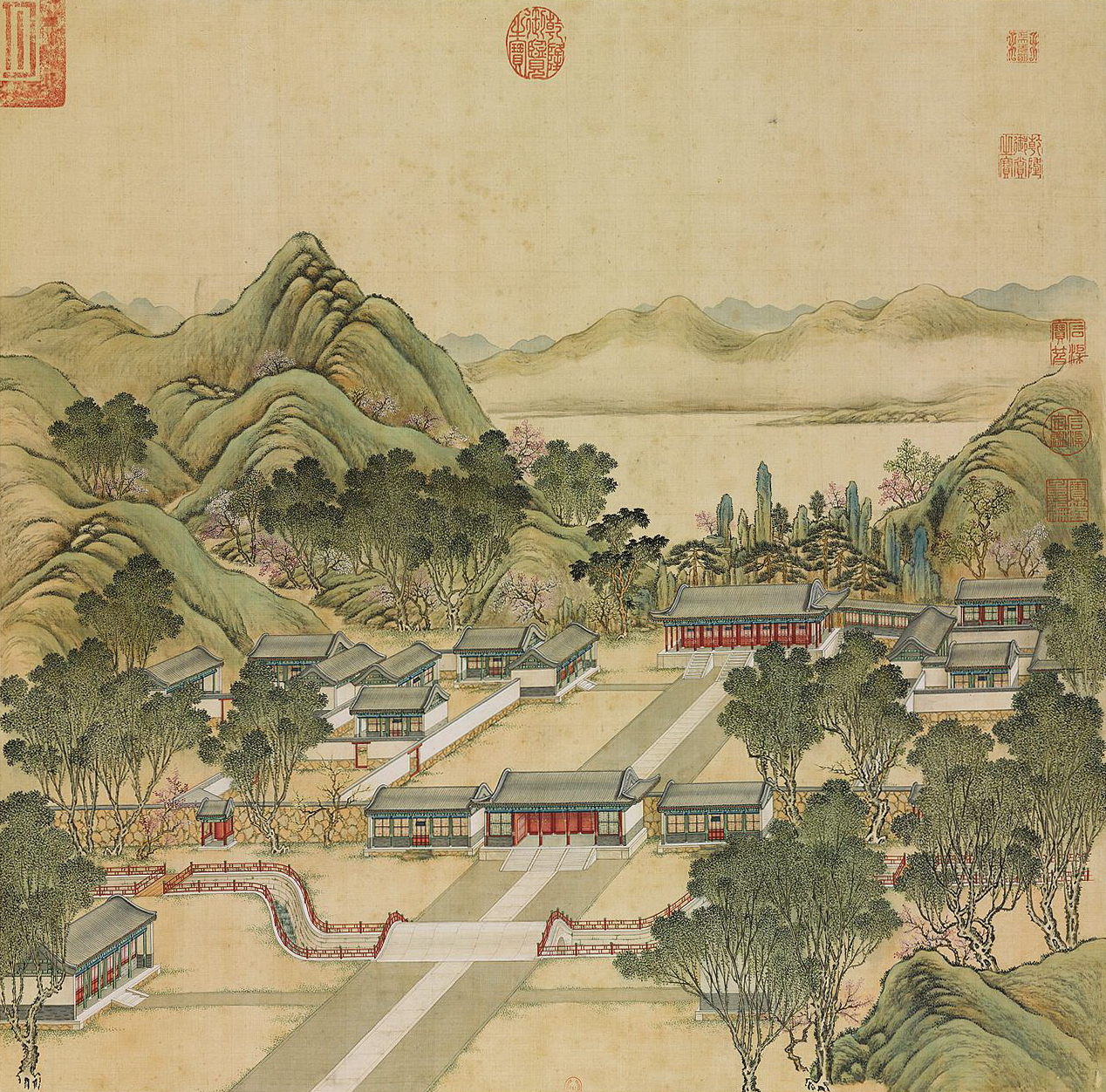
圆明园正大光明殿

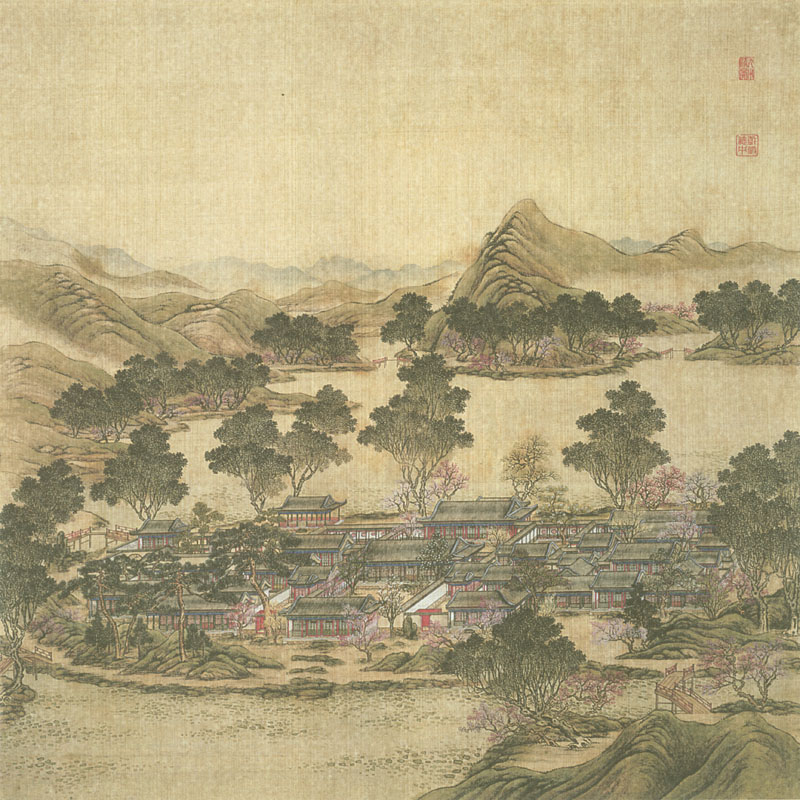
圆明园九州清晏

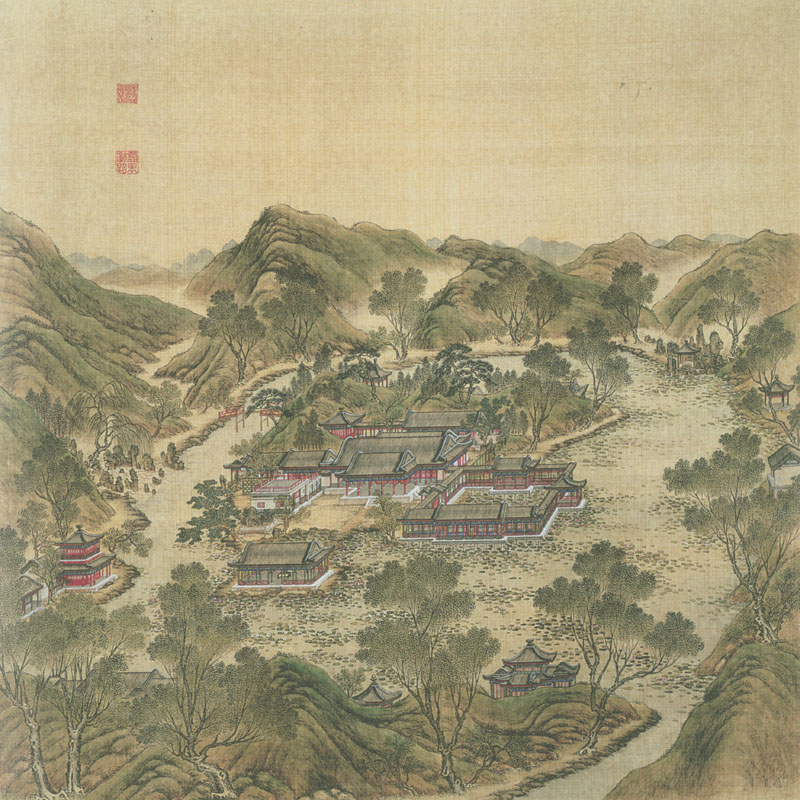
圆明园濂溪乐处

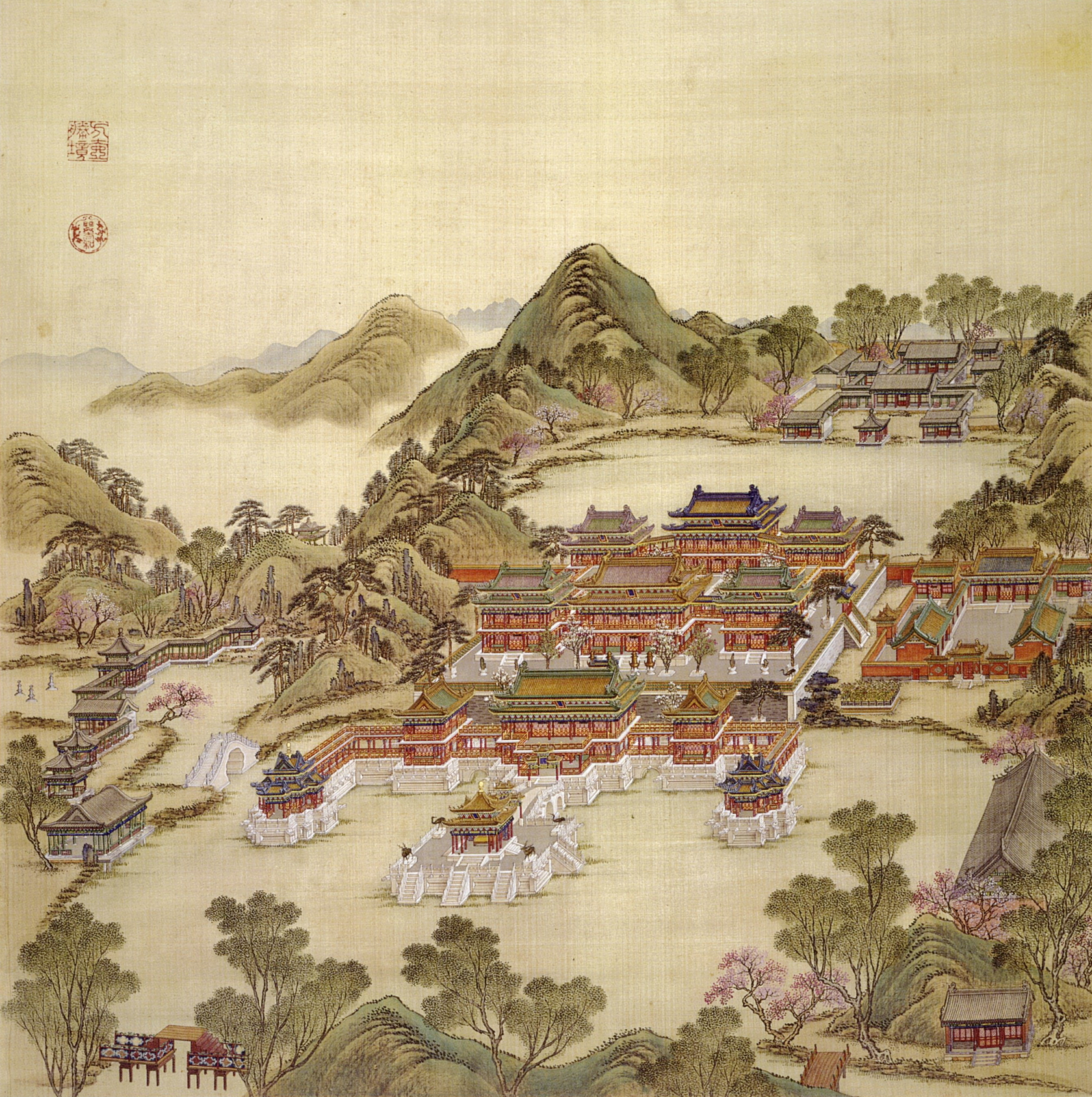
圆明园方壶胜境殿

1. 正大光明：为圆明园正殿，建于雍正三年（1725年）。前为出入贤良门，左右有东西配殿五楹，分别为茶膳房、御书房、清茶房和军机处。正大光明殿面阔七间，进深五间，前后有出廊，灰瓦，卷棚歇山顶。殿内有雍正帝手书楹联“心天之心而宵衣旰食；乐民之乐以和性怡情”，及乾隆帝所书“遹求宁观成，无远弗届；以时对育物，有那其居”。东壁悬御书《周书·无逸》，西壁悬《豳风图》（至英法联军焚园时，似悬挂圆明园全图）。英法联军攻入圆明圆时曾在此设立指挥部。殿后有寿山，山上有笋石，后移至今颐和园仁寿殿。
2. 勤政亲贤：又称勤政殿，顧名思義即皇帝在圆明园時處理政事之處，殿为五楹，东为飞云轩、静鉴阁，北为怀清芬、秀木佳荫、生秋庭。静鉴阁东为保合太和、富春楼、竹林清响。
3. 九洲清晏：位于前湖与后湖之间，建筑密集，为皇帝寝宫。最前为圆明园殿五楹，是圆明圆最早的建筑之一，康熙帝题写的“圆明”匾额悬挂于此。后为奉三无私殿七楹，九州清晏殿七楹。东为天地一家春，西为乐安和，再西为清晖阁、露香斋、无倦斋、茹古堂、松云楼、涵德书屋。西路后于道光年间焚毁，翻建慎德堂。道光帝晚年主要都在慎德堂居住及處理政事，岛南有汉白玉石桥两座，西为南大桥，东为如意桥。
4. 镂月开云：雍正年间称“牡丹台”，是圆明园最早的建筑群之一。乾隆九年（1744年）改名以纪念康熙六十一年祖孙三代在此聚会赏花的往事。主体建筑为纪恩堂。殿以楠木为材，上覆金碧二色琉璃瓦。旁为御兰芬。
5. 天然图画：位于后湖东岸，南部凿池，北部住院，是欣赏后湖景色，远眺西山风光最佳之所。主体建筑为一方楼，楼北为朗吟楼、竹萿楼、五福堂、竹深荷静，在庭院东侧，西为静知春事佳，东为苏堤春晓。
6. 碧桐书院：前殿三楹，中殿、后殿各五楹。建筑外一弯溪流，四面环土山，其西岩石上为云岑亭。
7. 慈云普护：南面面向后湖，与九州清晏在同一轴线上隔湖相望，西面有一个矩形“凹”字形港湾，前殿临后湖，三楹，称“欢喜佛场”。北为楼宇三楹。楼上祭祀观音，楼下祭祀关帝。东为龙王殿。
8. 上下天光：仿《岳阳楼记》中对洞庭湖的描写“上下天光，一碧万顷”而建，为临湖楼房，上下三楹，左右有亭，楼后为平安院。
9. 杏花春馆：位于位于九洲景区的后湖西北，也是整个九洲景区的最高点，意仿西北昆仑山。初为矮屋疏篱，以唐代诗人杜牧在《清明》一诗中所描绘的“杏花村”为意象，仿乡村景色而建，后进行大规模增建，景色更为精致。
10. 坦坦荡荡：仿杭州“花港观鱼”景，三楹，前为素心堂，后为光风霁月，东北为知鱼亭，凿池观鱼。此景位于后湖西岸，堆山低而少建筑小而矮以平坦见长，可将西山景色引入。
11. 茹古涵今：书房。正殿五楹，后为韶景轩、茂育斋、竹香斋。
12. 长春仙馆：位于九州景区西南，门三楹，殿五楹，殿后有绿荫轩、丽景轩，西有含碧堂、林虚桂静。原为乾隆帝身为皇子时在园内的赐居，以此自号“长春居士”。后改为皇太后在园中居所。西为藻园。
13. 万方安和：寓意天下太平之意。建于水中的建筑平面呈“卍”字型房屋，共有三十三间，建筑基础筑在水底似孤悬水中，室内结构巧妙，冬暖夏凉，为雍正帝喜居之所。南有文昌阁。
14. 武陵春色：在万方安和东北，过石洞，池北为五楹敞轩壶中日月长，东为天然佳妙，南为洞天日月多佳景。再过山口为桃花坞、桃源深处、绾春轩、品诗堂。
15. 山高水长：为两层五楹楼房，楼前空场为骑射区，隔河为土山，平日是圆明园禁军练兵场所。有乾隆“土墙”诗碑。每年正月在此设宴招待外藩王公，欣赏烟火表演。东有皇子住所“十三所”。
16. 月地云居：佛寺，正殿五楹，前有方殿，后楼七楹。东为法源楼，再东为静室，西北为刘猛将军庙。
17. 鸿慈永祜：又称安佑宫，皇家祖祠。仿景山寿皇殿建造，为园内规格最高的建筑，黄色琉璃瓦重檐歇山顶，九楹，黄琉璃瓦。殿内中为康熙帝神像，东为雍正帝，西为乾隆帝。殿门前为两道琉璃牌坊，各有华表一对。北为紫碧山房。
18. 汇芳书院：在紫碧山房之南，平面为眉月形，内有抒藻轩、涵远楼、随安室，隔溪有“断桥残雪”，仿杭州西湖十景。
19. 日天琳宇：在汇芳书院之南，为佛堂。有中前楼、中后楼、西前楼、西后楼，前后楼间有穿堂，各楼之间以天桥相连。中楼前有八角亭“楞严坛”，东有瑞应宫。
20. 澹泊宁静：在日天琳宇东南，主体建筑为“田”字形殿，东为曙光楼，北为翠扶楼，西门外为多稼轩，东为观稼轩、稻香亭，东北为溪山不尽和兰溪隐玉，西南为水精域、静香屋、招鹤磴、互妙楼。
21. 映水兰香：澹泊宁静之西，正殿五楹，西向，东南为钓鱼矶，北为印月池、知耕织。
22. 水木明瑟：在映水兰香东北，室内用西洋式水力机构驱动风扇。是中国皇家园林中“用泰西水法”水声造景的先例。北为文源阁，是清廷在全国范围兴建七座藏书楼之一，内藏《古今图书集成》《四库全书》。
23. 濂溪乐处：圆明园中面积最大的园中之园。中心是被湖面环绕的岛，外围堆山环绕。正殿九楹，后为云香清胜，东为香雪廊、云霞舒卷，南为汇万总春之庙。园中心是一个被湖面和小溪所围绕的大岛，岛略偏西北，东南水面较广，湖四周被山环绕团团围住，山水连成一片。
24. 多稼如云：在鱼跃鸢飞之西，正殿五楹，周围为稻田。
25. 鱼跃鸢飞：为五楹方殿，四面有门。东为畅观轩，西南为铺翠环流，南有连绵土山，出山口为多子亭。
26. 北远山村：在鱼跃鸢飞之东，仿农居村市而建，有兰野、绘雨精舍、水村图、稻凉楼、涉趣楼、湛虚书屋等建筑。
27. 西峰秀色：仿庐山而建，西面隔河为小匡庐，后有龙王庙。东为含韵轩、一堂和气、自得轩、岚镜舫，北部花港观鱼仿杭州西湖同名景色的意境。
28. 四宜书屋：仿海宁安澜园而建，南为采芳洲、无边风月之阁，西南为涵秋堂、远秀山房，北为烟月清真楼。有别于绮春园四宜书屋。
29. 方壶胜境：建成于乾隆三年（公元1738年），在福海东北岸湾内，是以人们想象中的仙山楼阁为题材而建造的寺庙建筑，也是后代众多学者考证后公认的圆明园中最为宏伟美丽的建筑群。前为山字形月台，伸入水中，上有三座重檐大亭，仿大高玄殿习礼亭。亭后过桥为方壶胜境正殿，为二层楼宇，前后各五楹，前曰哕鸾殿，北为琼华楼，左右为配楼，之间有天桥相连。楼阁中供奉着2000多尊佛像、30余座佛塔。方壶胜境东为蕊珠宫。西为三潭印月、天宇空明、清旷楼、华照楼。整个方壶胜境景群于1860年10月被英法联军劫掠后焚毁。焚毁初期，这片遗址上还残存有相当数量的建筑构件，其中以石制为多。
30. 澡身浴德：在福海西南，正殿澄虚榭，三楹，南为含清晖，北为含妙识。西南为静香书馆。北渡河为望瀛洲、溪风松月、深柳读书堂。
31. 平湖秋月：仿杭州西湖平湖秋月景色，正殿三楹，后为流水音，东北出山口为花屿兰皋、两峰插云、山水乐、君子轩、藏密楼。
32. 蓬岛瑶台：雍正时称蓬莱洲。位于福海中央，为相连的三座湖心岛，仿神话中东海三仙山之意。中央岛屿有门三楹、正殿七楹，西为神州三岛殿，东为随安室。东岛名瀛海仙山，北岛名北屿仙居。
33. 接秀山房：在福海东岸。正殿三楹，旁有琴趣轩、寻云楼、澄练楼、怡然书屋、安隐幢。其南部原本有一组建筑“观鱼跃”，后拆除新建“观澜堂”。
34. 别有洞天：在福海东南岸，也称清秀村，位置隐秘，经城关出入，有纳翠楼、水木清华之阁、时赏斋、石舫。
35. 夹镜鸣琴：在福海南一座横跨水上的桥亭，取李白“两水夹明镱，双桥落彩虹”之诗意。东为南屏晚钟、西山入画、山容水态，西有湖山在望、佳山水、洞里长春。
36. 涵虚朗鉴：在福海东，正殿称雷峰夕照，北为惠如春、寻云榭、会心不远，南为临芳众、云锦墅、万景天全。
37. 廓然大公：是福海景区中最大的独立园林，正殿为双鹤斋，七楹。布局仿无锡寄畅园。北为采芝径、峭茜居，西为环秀山房、临河画。
38. 坐石临流：仿绍兴兰亭，有“兰亭八柱”石刻。东有同乐园，为园中最大的娱乐场所，建有买卖街和清音阁大戏台，同乐园北有买卖街，每年正月十三在此举行宫市。街北为舍卫城，建有城垣、城门，内为多宝阁、仁慈殿、普福宫、最胜阁等佛寺，供奉金银铜玉珐琅檀木等佛像36万尊以上。
39. 曲院风荷：是九州景区到福海景区的过渡区域。仿杭州西湖曲院风荷景色，主要建筑为九孔石桥（桥西牌楼题匾为金鳌，桥东牌楼题匾为玉蝀，故又名金鳌玉蝀桥），北有麴院。
40. 洞天深处：位于勤政亲贤以东，有四座方形院落，为皇子读书居住之所。东北为皇家画馆如意馆。

### 长春园

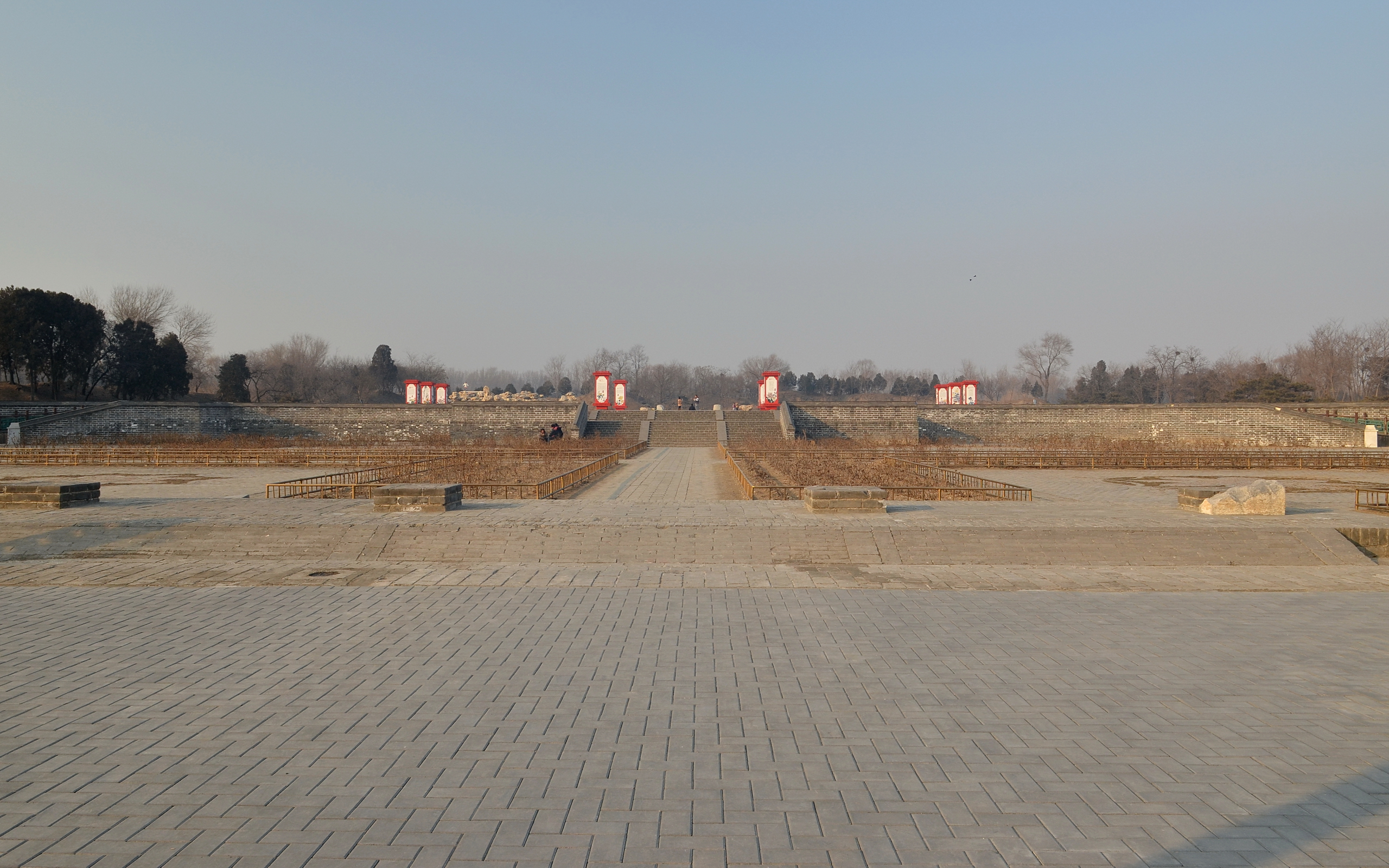
长春园含经堂遗址

长春园位于圆明园的正东，绮春园的东北，面积约为圆明园的三分之一，占地70公顷，1751年基本建成，1770年乾隆帝写了《长春园题句》，说明建园的目的是建造颐养之所，预备在退位之后来此入住，因此以宴游为主，没有议政的设施。

#### 总体布局
长春园南部以大型的水景为主体，整体布置疏朗开朗，疏密得当。园门为长春园宫门，五楹，门外左右各有铜麒麟一只（现仅存一只，陈列于颐和园仁寿殿前）。其南建影壁一座。入门为澹怀堂，九楹，卷棚歇山顶，前有月台丹陛，东西配殿五楹。正殿之北为河岸，建方亭一座，有廊与正殿相通。亭西为长春桥，十孔。过桥向北，经山口，即为园内核心建筑——含经堂建筑群。
含经堂前设牌楼三座，两面为八字影壁。入门为五楹含经堂，是乾隆帝吟经之所。再北为淳化轩（圆明三园中最宏大的建筑，有《淳化阁帖》摹版），蕴真斋。出后门为“得胜盖”敞厅，乾隆二十四年，乾隆帝在此获知平定大小和卓之役而建为纪念。此外还有涵光室、理心楼、味腴书屋。东墙外买卖街等建筑。含经堂建筑群规模富丽宏大，布局参考紫禁城宁寿宫，是乾隆计划退位后常居的处所。
含经堂西为思永斋，建工字殿十七楹。思永斋东侧建小有天园。思永斋以北为海岳开襟，是湖面上建造的双层圆形石台，上有殿宇三层。思永斋以南为茜园，以石取胜，建有茜园八景。乾隆帝自杭州运来的南宋德寿宫遗石“青莲朵”亦陈列于此。含经堂之东为玉玲珑馆、鹤安斋、映清斋、茹园、鉴园等景点，园东北角为狮子林（仿苏州狮子林），园北有法慧寺、多宝琉璃塔、宝相寺、泽兰堂等建筑。再北即为西洋楼景区。

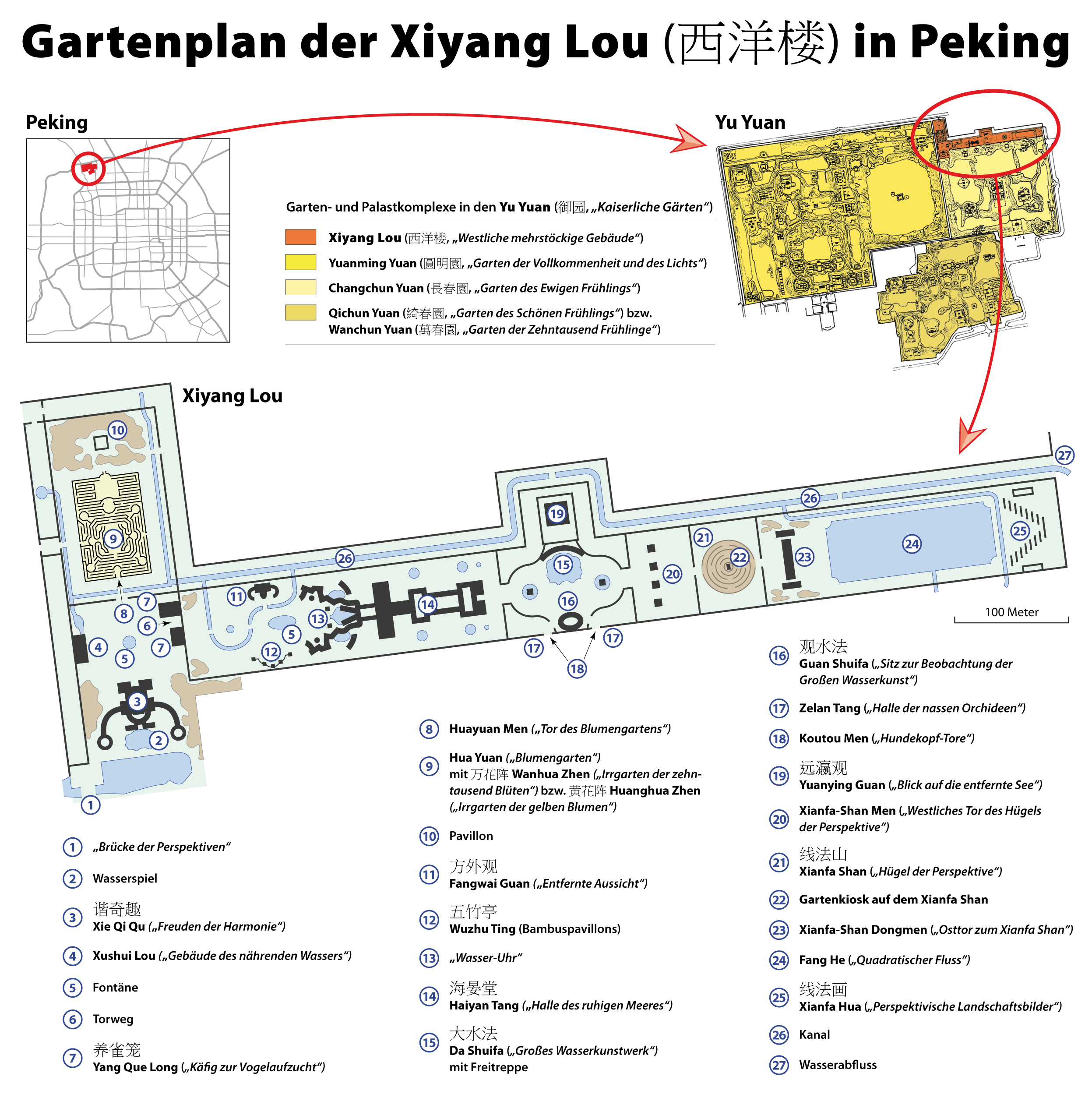
西洋楼园林规划

长春园的北部是著名的西洋楼，是一组欧式宫苑建筑群，占地约6.7万平方米，设计者是传教士郎世宁、蒋友仁、王致诚等人。这是中国的皇家宫苑中第一次大规模仿建的西洋建筑和园林。始建于乾隆十二年（1747年），至二十四年（1759年）完成，包括六组西洋式建筑、三组喷泉和无数庭院小品。整个景区呈东西轴线布局，自东向西依次有线法墙、方河、线法山、远瀛观（中轴）、海晏堂、方外观、谐奇趣、养雀笼、蓄水楼、万花阵和大水法、观水法等喷泉。它的建筑、环境和式样采用了巴洛克式风格，而装饰细节上则有具有东方的神韵。
由於西洋楼為西式建築，多半以大理石建成，因此被火焚毀的程度比起其他地方較為輕微，現在能看到的圓明園遺址便是以西洋楼景区為主。
西洋楼景区从西向东的主要建筑依次为：
蓄水楼，二层。楼宽五楹，楼北并有平台三楹，内为养水池。二楼东北角通下方水井，安装轧水机，为谐奇趣、万花阵（又称黄花阵）、水法台各处喷泉供水。
蓄水楼南为线法桥，西面贴长春园西墙，另外一面临水。桥有五券，每券上面刻有兽面，向外喷水。桥下有闸五道，联系长春园与圆明园水面。桥中央有西洋座钟式假门一座，上有巨大西洋时辰钟一座。假门两侧障以雕刻花墙。墙外为夹道，夹道西墙内即圆明园方壶胜境和蕊珠宫景区。
蓄水楼东为广场。广场中为水法台（西洋式石雕喷泉塔），周围环以雕花铜栏，十字甬路用细砖墁地，两旁五色石子砌成花坛。广场之北为黄花阵，南为谐奇趣。

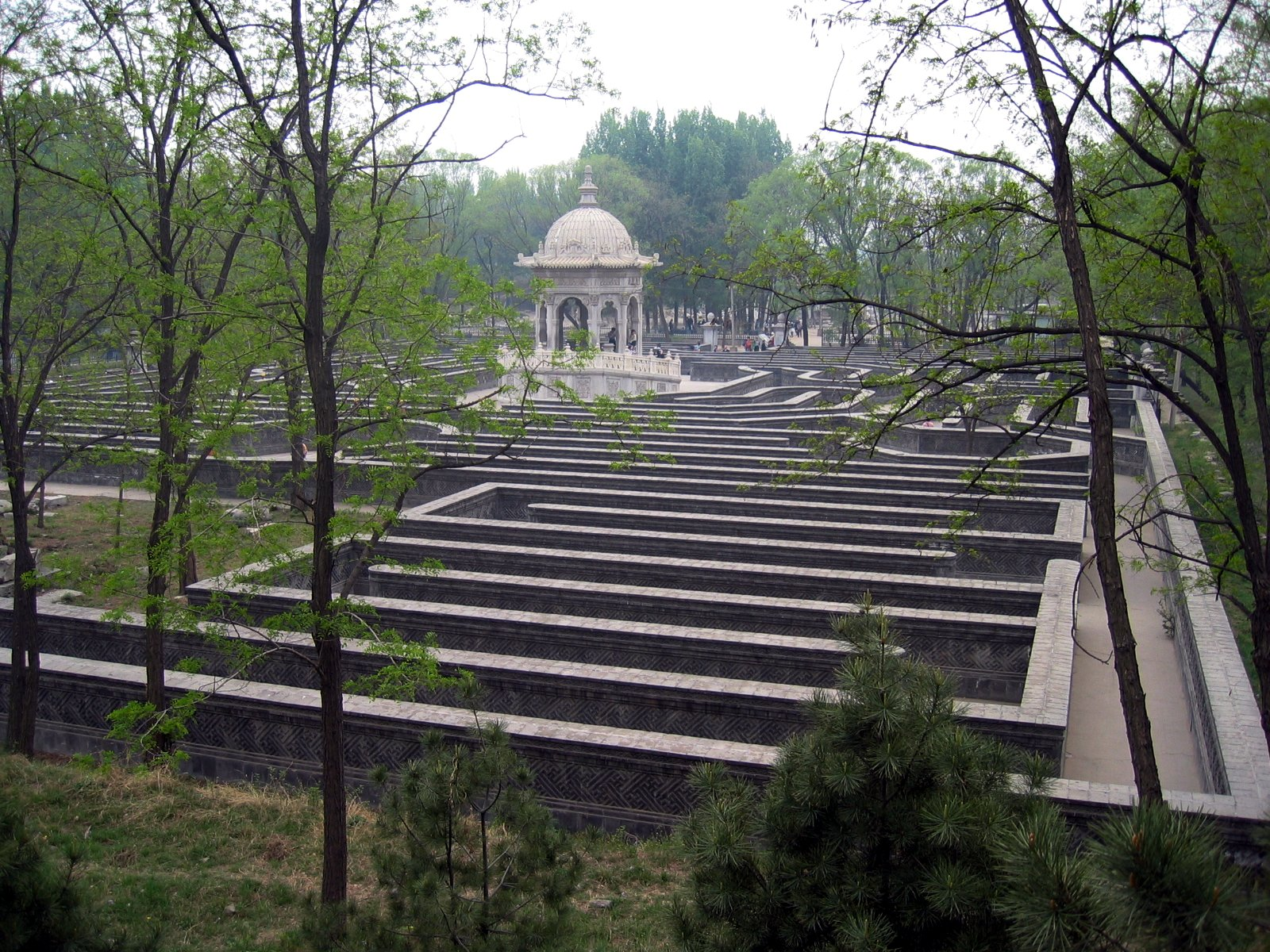
重新修復的万花阵迷宫

黄花阵，又稱萬花陣，是個花園迷宫，由1.2米高飾以浮雕花紋的磚牆組成，磚牆總長度達16公里，範圍有89米×59米之廣，现已经重新复建。迷宫门为西洋座钟形，黄铜雕刻花纹大门两扇。迷宫中央为一座歐洲風格的石亭，内设西洋式座椅，相傳乾隆皇在中秋節就是坐在椅上看著自己的妻妾們提著黃色蓮花燈籠在迷宮裡比賽，誰先抵達石亭便可獲賞賜。亭前左右有兩頭石狮分列，均背驮宝瓶，内有铜管，喷出之水高二丈余。黄花阵最北有洋楼三间。
谐奇趣，为长春园最早的西洋式建筑，两层，庑殿顶，紅色圆光琉璃瓦，屋脊用蓝色琉璃番草。上层三间，下层七间，楼内设西洋式家具及卧榻，木条拼花打蜡地板。楼柱用汉白玉深雕西洋番花番草花纹，窗户券口有精美砖石雕刻。墙身抹粉红灰，两侧有月式平台抄手游廊，游廊尽头为五色琉璃顶八角形奏乐亭。楼南有月台，两旁有白玉石盘券石磴。月台上二层楼门正中有西洋石狮子二座，及西洋雕刻之玉石栏杆。月台下为巨大的海棠形喷水池，池中央为西洋大翻尾石鱼一尾，口中可立一人，向上喷水高达五丈余，民国初年为燕京大学校友会购买并放置于燕园未名湖，现仍存於未名湖中。喷水池周围有喷水铜雁十八只，喷水铜羊四只。池东西有两个小喷水池，游廊下亦有两个小喷水池。池南有石栏杆，再南即为长春园湖面。
水法台广场东为养雀笼西门。养雀笼为五间三进建筑。中央一间为过道。西边第一进为敞厅，两侧各摆放海蜇形假山石一座，各高六尺余。中间一进南北两间各用铜丝网挡严，内蓄孔雀各一对。最东边一进为敞厅，南间东墙有郎世宁油画帆船航海图。中间一进之北为西式小院，有房九间，为养雀太监所住。养雀笼东面为西洋式牌坊三间，中央石券有精刻黄铜花门二扇，左右次间为假窗，嵌喷水塔三层，水由上落下，流入地面石孔。养雀笼东门南北连接花墙，东有瓶形花石平桥。过桥之后东行，路北为方外观。
方外观，两层，上下各三间，两侧有半环形石阶通往二楼。楼为大理石贴面，加刻回文装饰，重檐四坡蓝色琉璃瓦頂，乾隆朝为容妃礼拜之场所。因此整體為回教清真寺建築，楼西为八角亭，东为花台树池。方外观之南，路南有五竹亭，游廊环绕，亭瓦柱窗皆为湘妃竹，镶嵌五色珠玉螺钿，烫蜡见光，平时亭子由油布毡里罩子保护，皇帝游幸时方移去。此亭可视为一极大之工艺品。亭北路南之间空地有圆形小喷水池一座，左右为荷花池。

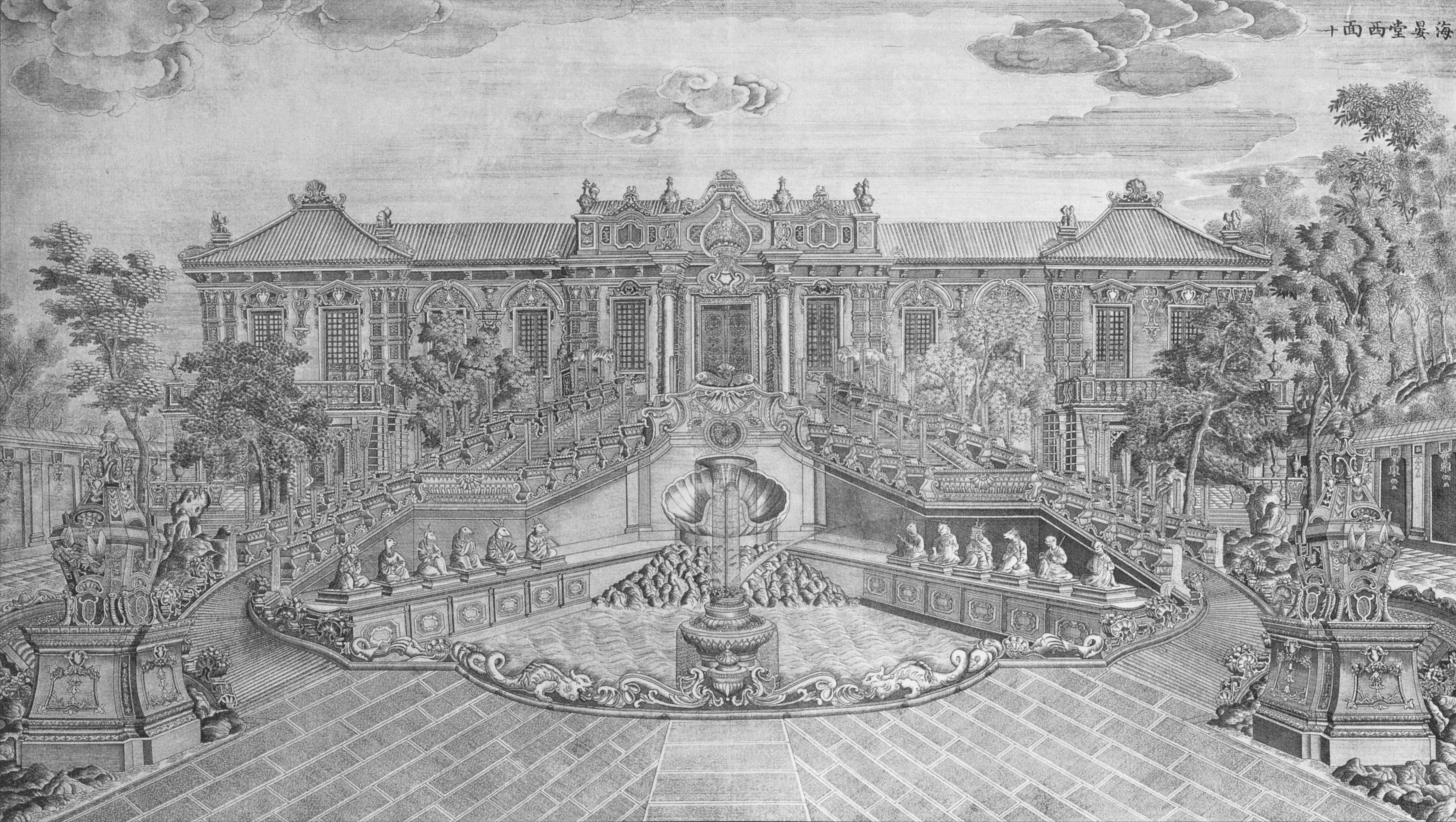
圆明园海晏堂铜版画

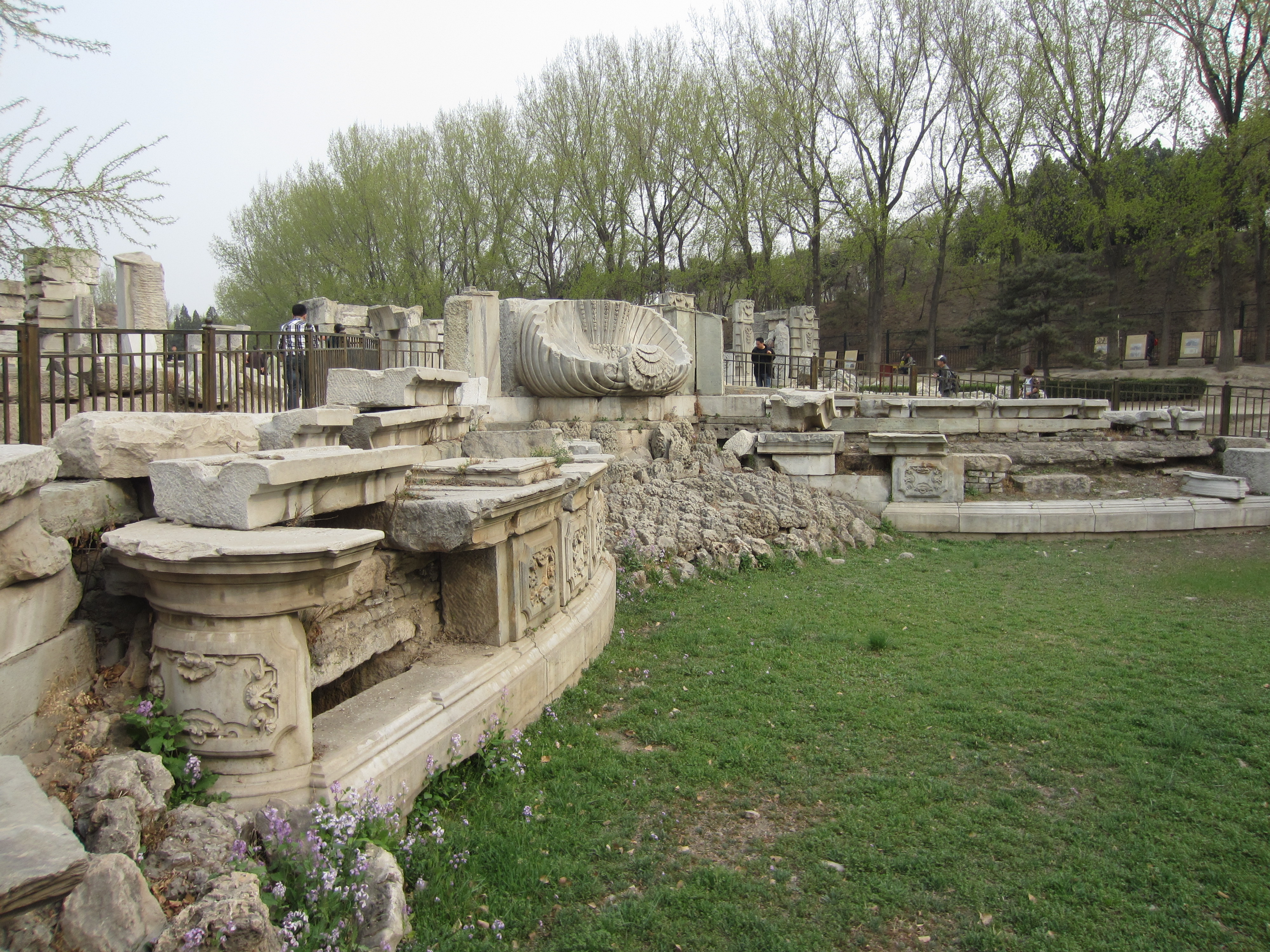
海晏堂遗址

方外观之西为海晏堂。海晏堂为西洋楼中最大的建筑，分前后楼。前楼一层，坐落于高台之上，正面十一间，深一间。正门向西。楼身为砖砌，立柱为汉白玉精刻西洋番花石柱，孔雀绿琉璃瓦庑殿顶，屋檐上安露顶石栏杆。屋顶垂脊四角各安翻尾石鱼一条。楼身抹粉红色灰，石券花窗口与汉白玉石柱之间墙面为五色琉璃番花。正门位于二层，门为黄铜西洋雕花，内为飨宴之所，正南为八扇大理石屏风，上为山水花纹，屏风前为宝座。窗为法式铜窗，窗间立柱为大玻璃镜，镜子上方为三角式巴洛克假门楣装饰，镜前摆放景泰蓝及珐琅花盆、凳几、陈设。地面为拼花打蜡木条地板。楼顶为格子天花。门前为平台，平台左右为叠落石跑梯，中央为喷水池。石跑梯为花斑石子嵌地，靠水池侧为导水台。两侧共有导水台六十个，水纹形泄水沟四道。正门前有西洋式石豹两只，口中吐水，沿阶梯旁导水台泄水沟逐级叠落，注入大池中。大喷水池中央为石蚌，其上为转轮水法，再上为喷水石鱼二只。池中央有喷水台一座，两旁有石台二座，沿石跑梯八字展开，上为十二生肖兽首人身喷水像。右侧（南侧）为鼠、虎、龙、马、猴、狗，左侧（北侧）为牛、兔、蛇、羊、鸡、猪。每一时辰轮流喷水，正午时十二铜像一同喷水。喷水池外，叠落石梯两旁又有西洋八角石鼎各一，高八尺余。
海晏堂后楼（东楼）亦为两层，与东楼通过平台楼梯相连。后楼中央为蓄水池（锡海），东西长八丈五尺五寸，南北宽一丈八尺五寸，深四尺九寸。二层东西两端各有蓄水楼一座。楼内各有水井，上安轧水机。后楼南北各有西洋八角喷水池二座，西池有二铜猴在树下捅马蜂窝，手中托印，水从印中喷出，向上激树，群蜂飞舞，猴作惊恐状。南面东池内，一铜猴坐假山上，手执雨伞一把，水由伞顶上喷八尺，复落伞上，下流如瀑雨，喷泉名为猴打伞。后楼东立面有四折石楼梯由东蓄水楼下楼，楼梯下有砖砌地沟，内安铜管，直径三尺，最细者亦有寸余，通往海晏堂西门外喷泉群，供海晏堂及之东的大水法供水。
海晏堂东行，过花墙，即为远瀛观、大水法、观水法建筑群。

远瀛观坐落于高台之上，全部为汉白玉雕刻筑成。主楼五楹，二十五间，乾隆时为寝宫，内设寝具。陈放法国路易式家具、座钟、乾隆三十二年（1767年）法王路易十六所赠送之名贵哥白林挂毯、地毯，又有造办处打造之赤金大澡盆，西洋式金铜床及帐帏，所陈珍宝无数，手工雕品如名师杜士元在象牙与琥珀之极小圆镜上刻五千字之诗赋及其故事之透雕，又如在一尺五寸见方之水晶内又天然华美之动物等。其他西洋镜、珍玩宝物陈设无数。楼为三层庑殿顶，正中之大宝顶用红、紫、孔雀蓝、粉、天青五色琉璃圆光瓦。第二层用鱼鳞金瓦。楼顶为五色琉璃番草卷云花纹屋脊。正门两旁汉白玉石柱刻西洋番花下垂葡萄叶，深雕三寸余。楼门前石狮子一对。远瀛观楼前为大平台，楼台基座东西有弧形石梯两座，环抱台基下面喷水池。楼前平台以精美太湖石及花木填空。

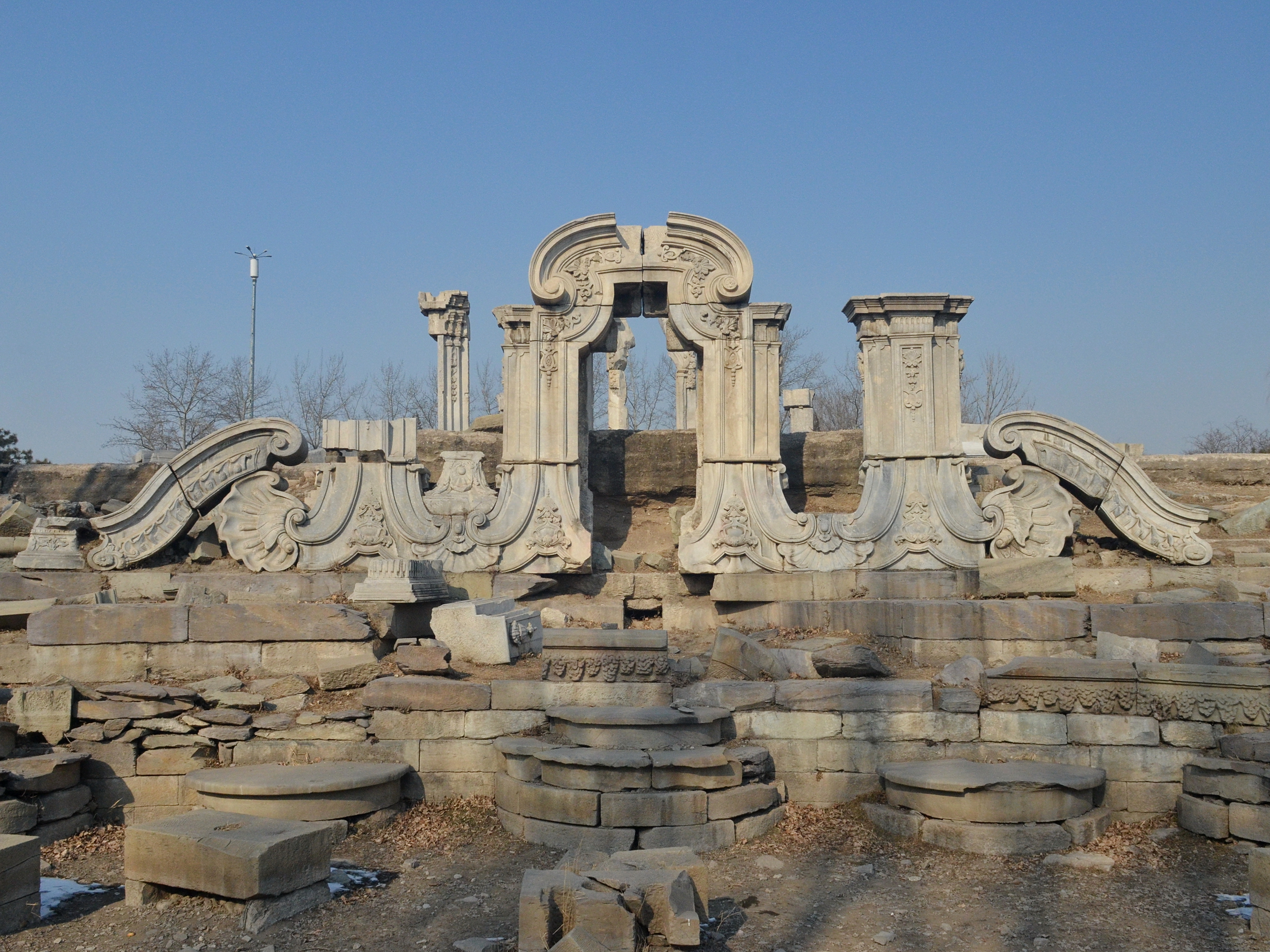
西洋楼大水法残迹现状

大水法在远瀛观前平台之南。北为西洋式石龛，石龛紧靠远瀛观平台，正中有铜雕西洋式狮子头，口中喷水，落入下面的半圆形七级水台，七层水台亦层层喷水，落入池旁两岸泄水沟（今石龛狮子头和水台已无存，残存部分形为类似门楼的空心石牌坊）。水池为半圆海棠形，左右岸上，泄水沟尽头各有翻尾石鱼一座，池中左右亦有石鱼各一。西洋牌坊来水自泄水沟自上鱼口中流出，落入下鱼口中，复将水势激回，反射喷入池中。池正中有一铜鹿，南向似跑，其角分为八杈，由各角尖上喷水八道。鹿东西各有铜猎犬五只，水由口喷出，射向铜鹿。池沿岸用白玉石精雕花纹，安放带座石花盆，内植三层线法松（按西洋方式修剪的松树）。此喷泉俗称十犬喷鹿。水池东西石鱼北侧，又有翻尾大海猪各一，水自口中喷出，射出三丈余。大水池外，东西各有十三层方形喷水塔一座，塔在水池中，池底有大喷水管八根，塔身上有小喷水管八十根，水射高六尺。塔顶有铜蒺藜十六角，喷水十六道，落入池中。

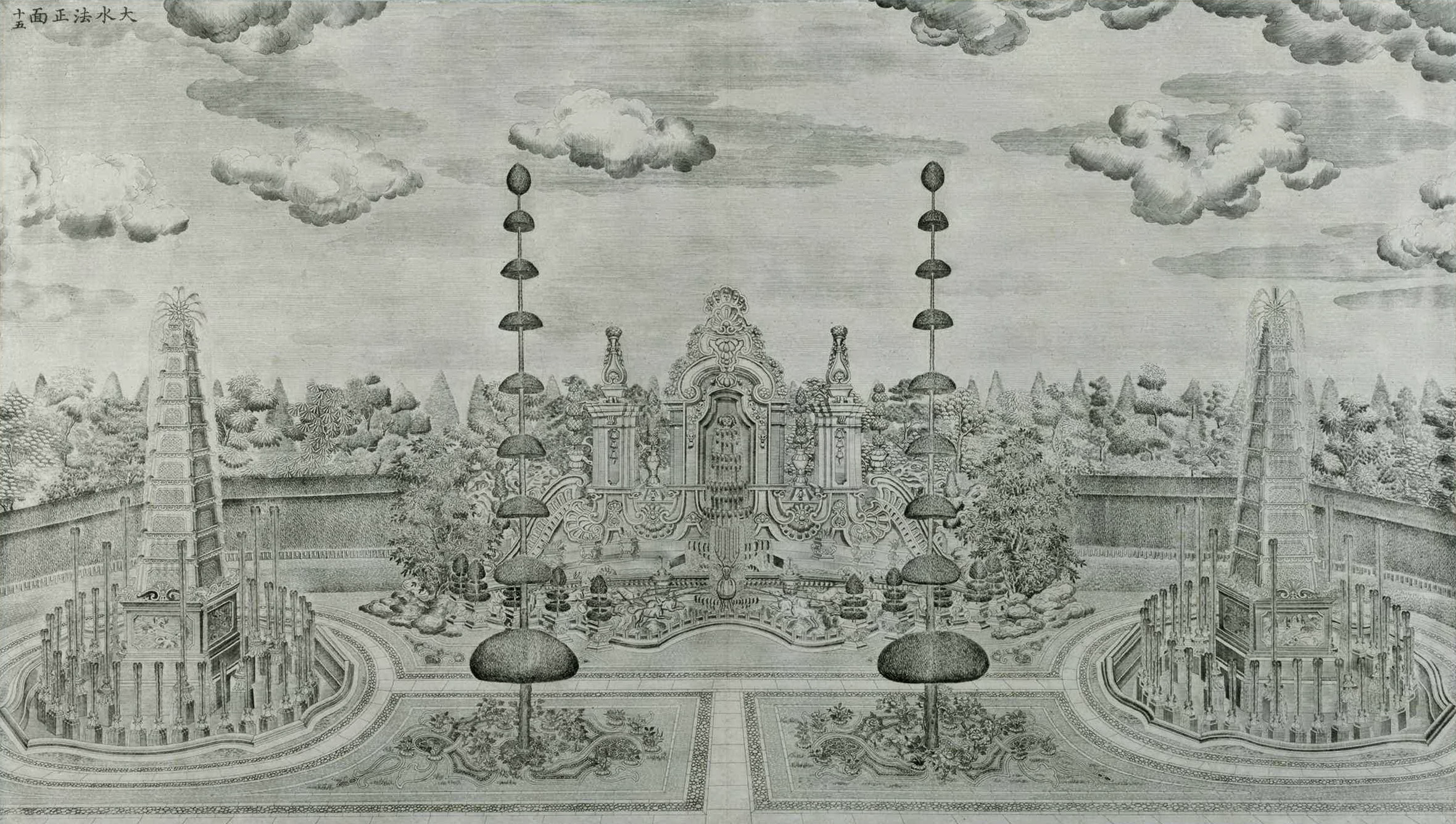
圆明园大水法铜版画

观水法坐南朝北，左右列石鼎炉各一台，栏上有石刻花盆四对。台中设宝座，左右列二铜鹤，二鹤头相对，口衔铜横条，条下横布五色玻璃六棱坠子，由宝座靠背拉黄绸顶棚至前方鹤嘴横梁为凉棚。座后有西洋式屏风一座，半圆形，中嵌石刻屏心五件。石屏东西为方形小塔各一，塔两旁有石刻花盆，再东西为西洋座钟式精雕巴洛克角门各一，出角门可至长春园泽兰堂。
远瀛观、大水法建筑群东西皆为花墙，广场地面用砖石琉璃铺砌。再向东即为线法山正门，门为巴洛克式西洋牌楼，南北为矮松树篱。入门为线法山，四面有盘旋马道，护以黄绿琉璃砖矮墙，可驰马上山。山顶为八角四券石亭。山东为线法山东门，所谓螺丝牌楼。牌楼正门门券上刻蛤蜊、番草、军鼓、交叉军旗浮雕，左右侧门上为石刻花瓶、番花、长蛇。门柱俱刻西洋番花葡萄藤叶，绕柱爬墙，枝叶翻卷，果攒下垂。门内外两侧有月形荷花池，中植白莲，路两旁百花齐放，万紫千红，形成鲜明对比。
线法山之东为方河、线法墙。线法墙南北平行分列砖墙五道，悬挂油画布景，有谓西洋市街楼房，称为阿克苏十景。

### 绮春园

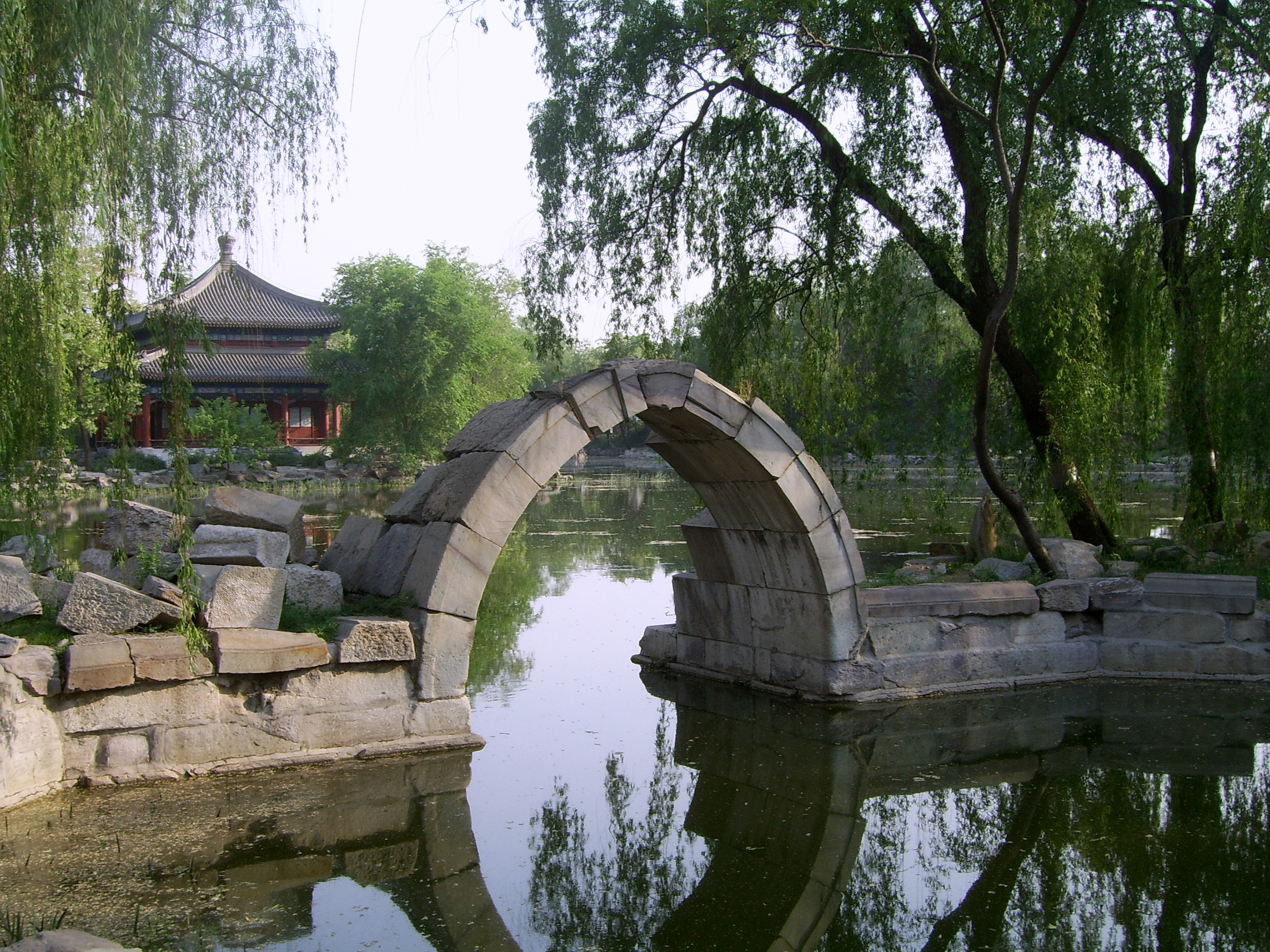
仅存的绮春园单孔石桥遗迹及复建的鉴碧亭

绮春园位于圆明园的东南，最初為允祥賜園「交輝園」，在乾隆年间先賜給乾隆帝妻弟傅恆後改名「春和园」，乾隆三十七年（1772年）圆明园东南几个小园扩建成绮春园。在嘉庆十四年（1809年）扩充将西部小园并入，由竹园、含晖园、西爽村以及春和园组成。绮春园的面积54.3公顷，园林规模比长春园略小。绮春园在道光年间以后主要作为太后、太妃居住之所。
圆明园被毁后，同治年间准备重修圆明园时，拟大修绮春园，并令改名万春园，后因财政拮据而作罢。后人常将绮春园称为万春园，但万春园只是为重建而命名，并没有真正出现过。

#### 总体布局
绮春园内东北与西南有较大面积的水面景色，湖中置岛筑堤分割水面。宫廷区设于东南部，依次为新宫门、迎晖殿、中和堂、敷春堂、后殿、问月楼。宫廷区西有鉴碧亭、北为凤麟洲、涵秋馆。绮春园中部有展诗应律、春泽斋、生冬室、卧云轩、四宜书屋、清夏堂，西南部有含晖楼、畅和堂、绿满轩、澄心堂、湛清斋等景点。园内还布置了正觉寺等宗教建筑。
由于是由数个建于不同时期的小园合并而成，所以没有统一轴线布局，园中由数个小型湖泊和山冈组合而成，全园湖渠彼此沟通联成一气，山冈穿插，水系回环，布局自由散漫，但颇受嘉庆帝的赏识，并撰“绮春园三十景”诗，命名了敷春堂、鉴德书屋、翠合轩、凌虚阁、协德斋、澄光榭、问月楼、我见室、蔚藻堂、霭芳圃、镜绿亭、淙玉轩、舒卉轩、竹林院、夕霏榭、清夏斋、镜红馆、喜雨山房、含晖楼、涵清馆、华滋庭、苔香室、虚明镜、含淳堂、春泽斋、水心榭、四宜书屋、茗柯精舍、来薰室、般若观，共三十处。

### 圆明园附属园林
- 澄怀园
- 淑春园
- 鸣鹤园
- 朗润园
- 熙春园
- 近春园

## 现存遗迹

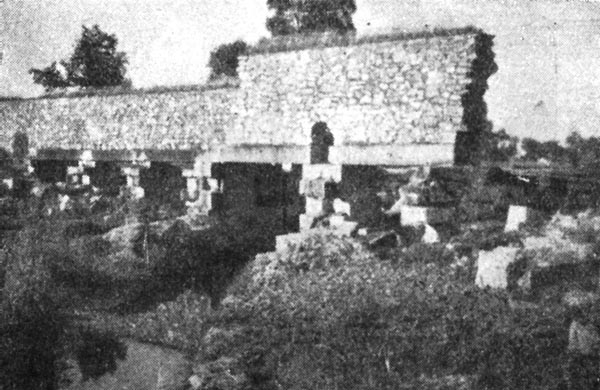
长春园七孔水闸，1950年代拆除

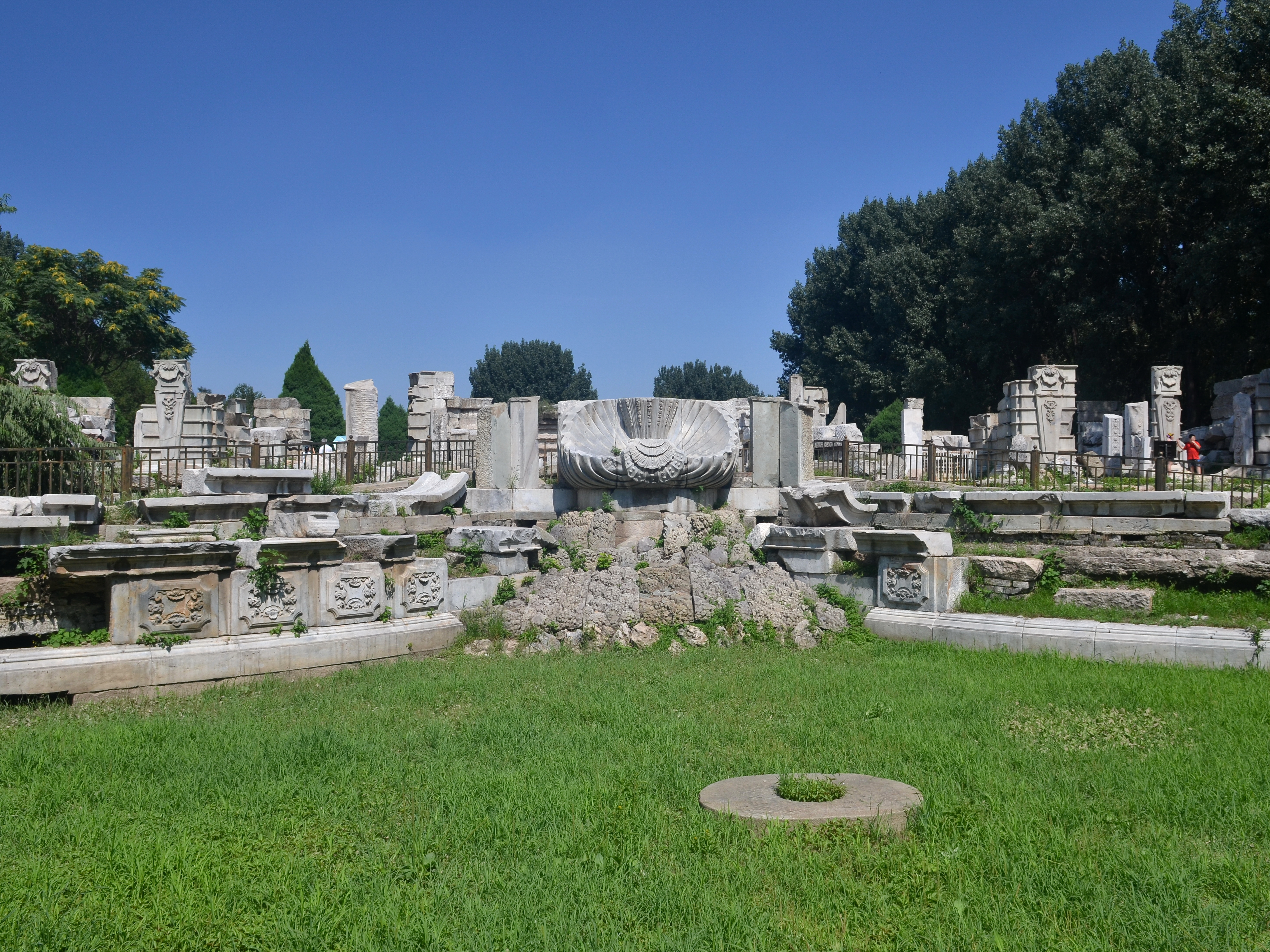
海晏堂遗址阶下喷水池残迹现状，曾是十二生肖人身兽头铜像所在之处

经过70余年的残毁后，圆明园已成荒地。目前圆明三园内有迹可考的遗址大多分布在西洋楼一带，包括海晏堂大锡海，谐奇趣、方外观残存石柱石台，大水法西洋式石门及喷水池，绮春园单孔桥，圆明园别有洞天石舫等。现在可供游览的景点主要是绮春园、长春园和圆明园福海的残迹，重点有正觉寺、西洋楼和含经堂遗址等。正觉寺是唯一一组历经1860年和1900年两次劫难而完整留存下来的建筑物，2002年至2011年进行了复建保护工程。寺院坐北朝南，主要建筑有山门、天王殿、三聖殿、文殊亭、最上樓等等。圆明园九洲景区废墟已于2009年清理完毕，开放参观。
圆明园被劫掠后，园内价值连城的珍宝大量流失于海外。在欧洲各博物馆收藏有来自圆明园的藏品，如《女史箴图》（藏于大英博物馆）、《圆明园四十景图咏》（藏于法国国家图书馆）、文源阁版《四库全书》残本和瓷器、佛像、佛塔（多集中于法国枫丹白露宫）等。圆明园其他珍宝绝大多数已无可考察。

### 十二生肖兽首铜像
英法联军在1886年盗走的海晏堂“水力鐘”喷泉12生肖獸首铜像，目前已知尚存的遗珍中，牛首、虎首、猴首铜像已于2000年4月在香港佳士得拍賣會上被北京保利集团以3137万港币（牛首、猴首1539万、虎首1544万）标得。2003年9月，貞觀國際拍賣（香港）有限公司宣佈會拍賣狗首銅像，但被外界質疑真偽，最後該公司收回貨品，取消拍賣。同月澳门商人何鸿燊出资600万余元购回猪首铜像，并捐赠给保利艺术博物馆，现在展存于東直門南大街14號保利大廈二層之北京保利艺术博物馆。马首原收藏于台湾，由何鸿燊於2007年9月下旬（即在香港蘇富比拍賣行原定將之拍賣之前夕）以6910萬港元（据当日汇率折合人民币6673.678万元）成功投得並贈與中國政府。兔首及鼠首铜像则於佳士得在法國巴黎大皇宮舉辦的「伊夫·聖洛朗與皮埃爾·貝爾熱珍藏」專場拍賣會上，分别以1400万歐元將鼠首和兔首拍出，買家是中國商人蔡銘超。在拍賣前，中华抢救流失海外文物专项基金公开表态：坚决反对公开拍卖該铜像。而鼠首和兔首铜像將於2009年2月公開拍賣，多名中國律師組團，會向法國追索國寶。但巴黎大審法院於2月24日裁定中國律師團禁制拍賣敗訴。兩铜像於2009年2月25日各以1574萬5000欧元被投得，但中國买家最后以“鼠首和兔首是从圆明园非法流失的，不能提供合法来源证明两件拍品无法入境”为由拒绝支付款项。2013年4月26日法国人弗朗索瓦-亨利·皮诺在北京宣布从原持有人手中买下圆明园鼠首和兔首将向中方无偿捐赠。2019年11月13日，文化和旅游部、国家文物局在中国国家博物馆举行圆明园马首铜像捐赠仪式  。2020年12月1日，马首铜像正式回归圆明园 。另外，此前龙、蛇、羊、鸡、狗一直杳无音信，其是否存世学术界一直没有定论。

## 仿造
珠海圆明新园占地1.39平方公里，是珠海大型以清朝文化主题背景的旅遊景區之一。1992年10月18日奠基，由清华大学建筑学院资深教授设计，以北京圆明园被焚烧前建筑为原稿，根据特定的地理环境、在不破坏原有生态环境的前提下，按1：1比例选建圆明园四十景中的十八景。来自全中国各地2,000多名艺术家、历史学家、建筑师为圆明新园建设付出了辛勤劳动，使其成为中国园林建筑史上又一杰作。在1997年春节正式对外开放，累计接待游客超过2,000万人次，它是国家首批4A旅游景区，广东省爱国主义教育基地，广东省十大旅游景区之一，并以其独特的文化内涵，成为珠海必遊之地。
橫店圓明新園（萬花園）占地4平方公里（6200多畝）。2006年9月22日，橫店集團宣佈將集資200億，在浙江橫店以1:1比例重建圓明園，不僅包括建築和水域，也包括建築內部裝飾和裝飾品（仿品）。2008年2月18日，浙江農民企業家徐文榮在北京釣魚台國賓館宣佈，耗資200億元人民幣、總規劃面積6,000餘畝的圓明新園將在浙江橫店動工興建。不過到了2009年4月，因項目存在違規立項、用地申報違反國家供地政策、規劃用地違反土地利用總體規劃問題，工程已被叫停。2015年5月10日，總投資300億的橫店圓明新園（一期）正式開幕。
廊坊香河天下第一城由中信國安投資，於1992年時開始興建，景區占地面積244萬平方米，其外城東區占地15.6萬平方米的圓明園景區，按1：1的比例精選仿建了圓明園中最著名的正大光明、九州清晏、平湖秋月、萬方安和、上下天光、遠瀛觀、大水法和萬花陣這八大景觀，亭、台、樓、榭再現了中式皇家園林的風範，距今已有1300餘年歷史大安寺、五牌樓，城樓與城牆等特色景觀更是琳琅滿目。

## 流行文化

### 对联
- 圓明園戲台楹聯[43]

堯舜生，湯武淨，五霸七雄丑末耳，伊尹太公便算一支耍手，其餘拜將封侯，不過搖旗吶喊稱奴婢；
四書白，六經引，諸子百家雜說也，杜甫李白會唱幾句亂彈，此外咬文嚼字，大都沿街乞食鬧蓮花。

### 影视作品
- 火燒圓明園

### 引用
1. 1 2 3 4 5 6 7 8 9 10 11 12 13 14  何重义; 曾昭奋.  第1版. 中国大百科全书出版社. 2010年9月. ISBN 978-7-5000-8404-4.
2. ↑  .   [2006-12-07]. （原始内容存档于2001-01-10）.
3. ↑  黃濬 <花隨人聖盦摭憶>(中) P66起
4. ↑  刘, 继兴. . 万卷出版公司. 2011. ISBN 9787547015797.
5. ↑  Wolseley, Garnett Joseph. . London, Longman, Green, Longman, and Roberts. 1862年: 276  [2020-06-27]. OCLC 10947915. （原始内容存档于2012-11-06）.
6. ↑  . 人民網-文史頻道. 2012年7月26日  [2020年6月27日]. （原始内容存档于2020年6月27日）.
7. ↑  James L. Hevia. . Duke University Press. 24 November 2003: 74  [2019-01-19]. ISBN 0-8223-8506-6. （原始内容存档于2019-01-19）.
8. ↑  . 英國廣播公司. 2015-02-02  [2018-04-16]. （原始内容存档于2018-06-24）.（英文）
9. ↑  . Oxford Today. 2016-03-07  [2018-04-16]. （原始内容存档于2018-04-17）.（英文）
10. ↑  黃濬 <花隨人聖盦摭憶>(中) P43起
11. ↑  原文見Victor Hugo. . 世界外交論衡月刊（英语：Le Monde diplomatique）.  [1861-11-25]  [2017-10-18]. （原始内容存档于2017-10-19） （法语）. 英譯見Victor Hugo. . UNESCO Courier. 1985年11月 [1861-11-25]  [2009-02-23]. （原始内容存档于2009-02-27） （英语）.
12. ↑  中国人民大学清史研究所教授 王道成. . 中国文化报. 2012年2月22日  [2020年6月27日]. （原始内容存档于2012年4月21日）.
13. ↑  汪康年. . . 中華書局. 2007年4月 [1926年]  [2020-06-27]. ISBN 978-7-80622-190-7. （原始内容存档于2020-09-08）.
14. ↑  李景奇. .   [2007-08-10]. （原始内容存档于2006-05-04）.
15. ↑  . 文匯報. 2007-12-20  [2009-03-19]. （原始内容存档于2009-04-30） （中文（繁體））.
16. ↑  遺址遭攀爬 圓明園「報修」 （页面存档备份，存于），仲玉維，法制晚報2007年9月27日
17. ↑  2007年10月18日，在北京舉行的《紀念圓明園建園300周年國際學術研討會》中，公布了北京林業大學園林學院副教授曹麗娟的調查報告，顯示與道光年間「圓明三園盛世圖」相比，園內（包括九州景區、福海景區、西部及北部景區）已有37處遺址被佔用或者旅遊景點等設施而遭破壞而消失（即看不出原有遺跡），如長春園逾半景點因毀壞過於嚴重，現只存零星建築遺址；同時綺春園新建的小賣部、飯館等服務建築及管理部門佔現有景點的15%（圓明園景觀加固方案初定 已有37處遺址消失 Archive.today的存檔，存档日期2007-11-18，蔣彥鑫，新京報2007年10月19日）
18. ↑  西洋樓存險情 保護方案待出台 （页面存档备份，存于），（仲玉維，法制晚報2007年10月19日）
19. ↑  无极剧组破坏圆明园植被 （页面存档备份，存于）（网易 2006年5月11日）
20. ↑  .   [2008-02-19]. （原始内容存档于2008-07-25）.
21. ↑  .   [2013-03-08]. （原始内容存档于2014-10-27）.
22. ↑  .   [2013-03-08]. （原始内容存档于2014-10-27）.
23. ↑  .   [2020-09-08]. （原始内容存档于2020-09-08）.
24. ↑  .   [2020-12-25]. （原始内容存档于2021-01-02）.
25. ↑  .   [2021-02-22]. （原始内容存档于2021-02-24）.
26. ↑  . 新闻频道_中国青年网. 2023-10-13  [2023-10-13] （中文）.
27. ↑  张建忠(圆明园管理处园林管理科高级工程师). . 2005年5月24日  [2012-04-24]. （原始内容存档于2006-04-28）.
28. ↑  .   [2011-01-03]. （原始内容存档于2003-10-12）.
29. ↑  .   [2011-01-03]. （原始内容存档于2002-10-09）.
30. ↑  .   [2011-01-03]. （原始内容存档于2002-06-14）.
31. ↑  何鴻燊以6910萬港元買下圓明園馬首像 捐獻國家 （页面存档备份，存于），中新社2007年9月20日
32. ↑  DR. STANLEY HO DONATES TO CHINA THE BRONZE HORSE HEAD OF THE SUMMER PALACE PURCHASED AT SOTHEBY’S HONG KONG[永久], SOTHEBY, Sep 20, 2007
33. ↑  . 明报. 2009-02-25  [2009-03-19]. （原始内容存档于2009-03-31） （中文（简体））.
34. ↑  . 明报. 2009-03-04  [2009-03-19]. （原始内容存档于2012-07-17） （中文（繁體））.
35. ↑  . 新华网. 2013-06-26  [2013-04-26]. （原始内容存档于2013-04-30） （中文（简体））.
36. ↑  . www.yuanmingyuanpark.cn.   [2022-03-12]. （原始内容存档于2020-06-06）.
37. ↑  . 解放网. 2007-09-06  [2009-03-19]. （原始内容存档于2009-02-24） （中文（简体））.
38. ↑  . 中国新闻网. 2007-09-06  [2009-03-19]. （原始内容存档于2009-02-20） （中文（简体））.
39. ↑  . 新華網. 2006-10-24  [2009-03-19]. （原始内容存档于2009-03-31） （中文（简体））.
40. ↑  . 成都商報. 2009-02-19  [2009-03-19]. （原始内容存档于2009-03-28） （中文（简体））.
41. ↑  .   [2015-10-27]. （原始内容存档于2009-11-24）.
42. ↑  . 人民網廣東頻道.   [2020-06-27]. （原始内容存档于2020-07-01）.
43. ↑  失作者名氏，或謂紀曉嵐。《中國名勝楹聯大觀》，黃山書社，1986年

## 研究書目
- 汪榮祖著，鍾志恒譯：《追尋失落的圓明園》（南京：江蘇教育出版社，2005）。
- 《远逝的辉煌——圆明园建筑园林研究与保护》 郭黛姮 编 （上海科学技术出版社，2009）
- 《圆明园园林艺术》 何重义，曾昭奋 著 （中国大百科全书出版社，2010）